# Kantonsschule Küsnacht
Die Kantonsschule Küsnacht, ehemals Seminar Küsnacht, ist ein kantonales Gymnasium neusprachlicher und musischer Ausrichtung in Küsnacht im schweizerischen Kanton Zürich. Sie wurde 1832 gegründet und ist die älteste Lehrerbildungsanstalt des Kantons. Im Schuljahr 2020/21 wird die KKN von 559 Schülerinnen und Schülern besucht. Rektorin ist seit Beginn des Schuljahrs 2020/21 Corinne Elsener.

## Geschichte

### Vorgeschichte
Ausserhalb der Stadt Zürich gab es im letzten Viertel des 18. Jahrhunderts kaum Dorfschulen, in denen ordentlicher Unterricht stattfand. Die Lehrer waren oft ungebildete Randfiguren ohne Ausbildung und standen mit ihrem Einkommen, das weniger betrug als dasjenige eines Taglöhners, auf einer der untersten Stufen der sozialen Leiter. Viele Eltern hielten die Schule für überflüssig und behielten die Kinder lieber zuhause, damit sie im Haus oder in der Feldwirtschaft helfen konnten.
Nach ihrem Sieg im Jahr 1830 hatte die liberale Bewegung der Schweiz am 10. März 1831 eine radikal-liberale Verfassung in Kraft gesetzt und in kurzer Zeit von der Volksschule bis zur Universität ein modernes, säkularisiertes Schulwesen errichtet. Da dieses jedoch nur Erfolg haben konnte, wenn genügend ausgebildete Lehrer zur Verfügung standen, war die Einrichtung eines Lehrerseminars von grosser Bedeutung.
Über den Standort wurde heftig debattiert. Den Liberalen war es ein Anliegen, dass das Seminar in die Landschaft zu liegen kam; erstens um dem konservativen Einfluss der Stadt zu entkommen, zweitens, damit die zukünftigen Lehrer «volksnah und fern den Zerstreuungen und Annehmlichkeiten der Stadt» ausgebildet werden konnten. Als Standorte wurden unter anderen Küsnacht, Andelfingen ZH, Greifensee ZH, Kloten, Wollishofen und Embrach genannt.
Die Wahl fiel auf das liberale und politisch aktive Küsnacht. Hier war das «Küsnachter Memorial» entstanden, eine liberale Streitschrift, in der eine neue Kantonsverfassung mit gleichen Rechten für Stadt und Land gefordert wurde. Für ihre fortschrittliche Gesinnung sollte die Gemeinde belohnt werden. Damit die zukünftigen Lehrer die freisinnigen (liberalen) Ideen verbreiten konnten, sollten sie in freisinniger Umgebung ausgebildet werden. Zudem lag Küsnacht in der Nähe der Stadt und konnte demzufolge von den zuständigen Behörden gut überwacht werden. Auch konnten hier genügend Kostplätze für die Schüler gefunden werden.

### Zeit Thomas Scherrs

#### Erster Direktor

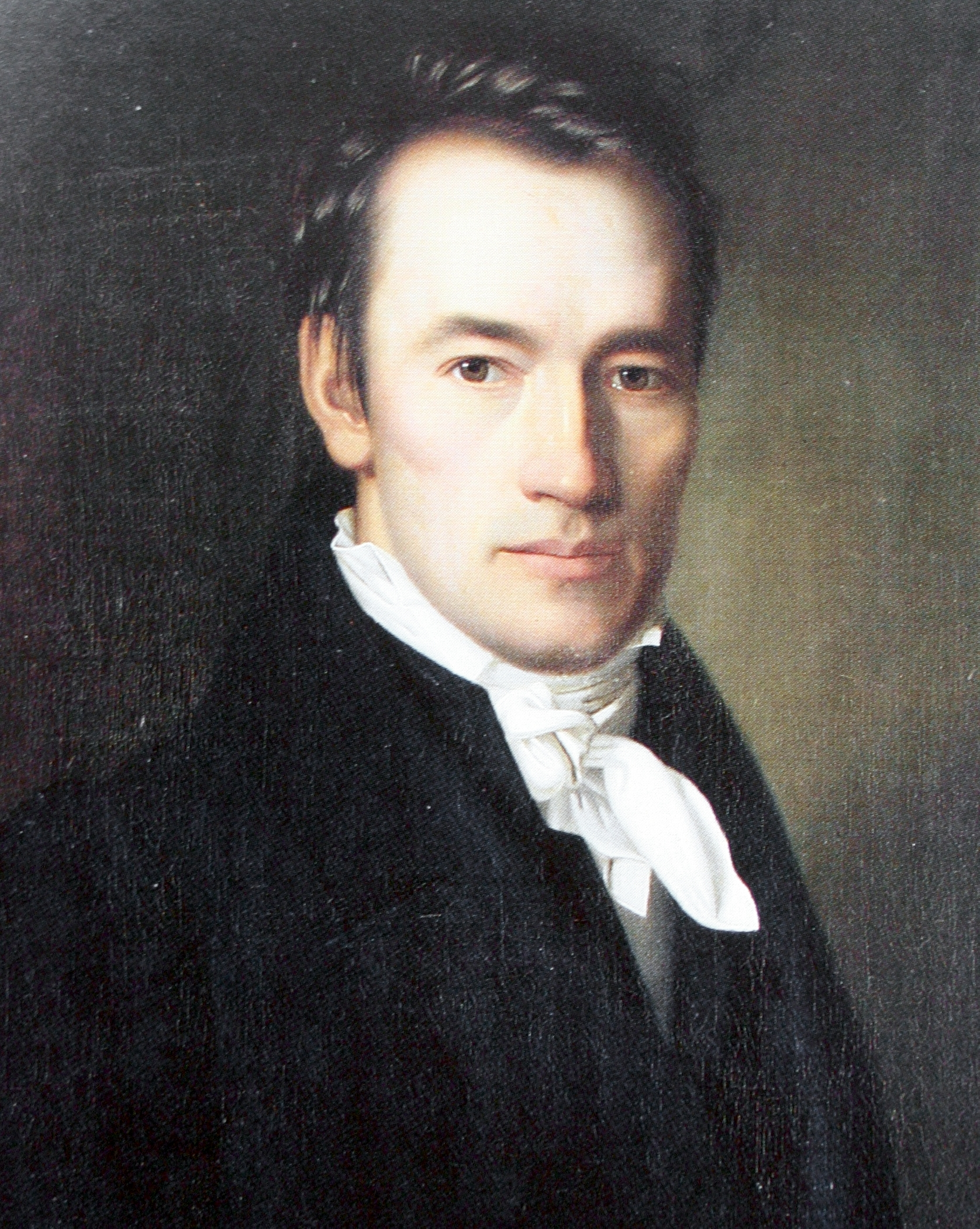
Thomas Scherr

Für die Stelle des Seminardirektors waren sechs Bewerbungen eingegangen. Zum Direktor wählte der Zürcher Regierungsrat mit zwölf gegen eine Stimme auf Lebenszeit den 31-jährigen Ignaz Thomas Scherr. Um die Stelle als Seminardirektor hatte er sich nicht beworben, da er zu Unrecht befürchtete, es mit den Küsnachtern verdorben zu haben, weil er für Greifensee als Sitz des Seminars eingetreten war. Mit seiner Familie bezog Scherr im Haus «zur Traube» an der Wiltisgasse eine Wohnung.

#### Erstes Seminar im «Seehof»

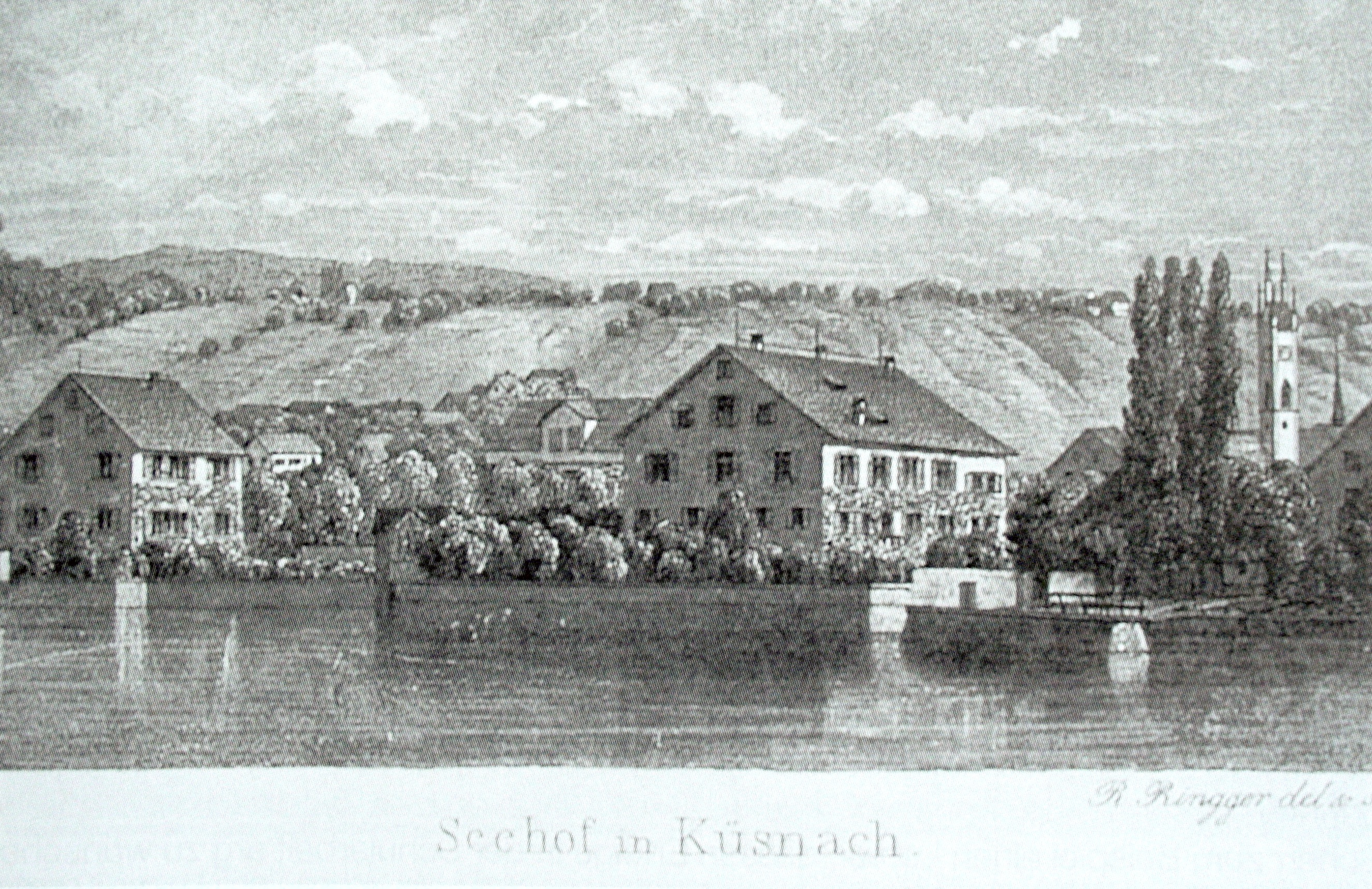
Der «Seehof», Stich von Rudolf Ringger

Raum für die Lehrerbildung fand sich im direkt am Zürichsee gelegenen Haus «Seehof» im Besitz von Hauptmann Nägeli. Der «Seehof» war 1650 von einer Tochter des Generals Werdmüller und ihrem Ehemann Hanspeter Lochmann, einem Obersten in französischen Diensten, erbaut worden. Für den Unterricht standen im Erdgeschoss und im 1. Stock je zwei Zimmer zur Verfügung.
Die Einweihung mit 2000 Gästen fand am 7. Mai 1832 statt. Der Zürcher Bürgermeister Melchior Hirzel übergab dem neuen Direktor Thomas Scherr das neue «Schullehrer-Institut», und der Küsnachter Regierungsrat Johann Jakob Fierz dankte im Namen der Gemeinde für die dem Dorf damit erwiesene Ehre. Der erste zweijährige Kurs im «Seehof» begann am folgenden Tag mit 30 «Zöglingen». Scherr wurde unterstützt durch einen weiteren Hauptlehrer und einen Hilfslehrer für Musik.

#### Erste Jahre
Die pädagogische Bewegung breitete sich rasch über den ganzen Kanton aus. Scherr entfaltete eine heute kaum mehr nachvollziehbare Aktivität. Er unterrichtete die meisten Fächer selbst, besorgte die Direktionsgeschäfte, bot Weiterbildungskurse für Lehrer an, verfasste pädagogische Schriften, besuchte – zu Fuss – Dorfschulen im ganzen Kanton und war zudem Mitglied des kantonalen Erziehungsrates.
Scherr schreibt: «Das Leben und Treiben, wie es derzeit in Küsnacht herrscht, lässt sich nicht beschreiben. Kein Tag vergeht, ohne dass sich nicht wissbegierige Gäste einfinden, an jedem Tag, da eine Dorfschule Ferien hat, eilt der Lehrer ins Seminar, um sich Belehrung zu holen. Ich konnte des Tages 6–10 Lehrstunden geben, dann nachts an organisatorischen Arbeiten und pädagogischen Schriften bis in die Zeit des anderen Tages fortfahren und morgens heiter und froh den Kreis von neuem beginnen. Oder ich konnte am späten Abend bei Sturm und Regen zu Fuss in die Sitzung des Erziehungsrates nach Zürich eilen und nach mühevollem Heimgang noch die Korrekturen des schriftlichen Aufsatzes besorgen. Das waren die schönsten Tage meines Lebens; ich fühlte, welche Macht und Stärke in der Aufnahme einer schöpferischen Idee liegt.»
Anfang April 1833 fand im «Seehof» erstmals unter allgemeinem Beifall eine öffentliche Jahresprüfung statt. Schon bald erhielt der Zürcher Erziehungsrat Gesuche von Gemeinden aus dem ganzen Kantonsgebiet mit der Bitte, Seminaristen möchten die vielfach ungebildeten Dorfschulmeister ersetzen. Gemäss Scherr konnte nicht einer der Seminaristen die Ausbildung vollenden, da alle vorher schon an Dorfschulen abgeordnet wurden. Das Seminar Küsnacht galt als das vorbildlichste und am besten geführte der ganzen Schweiz.

#### Umzug ins «Johanniterhaus»

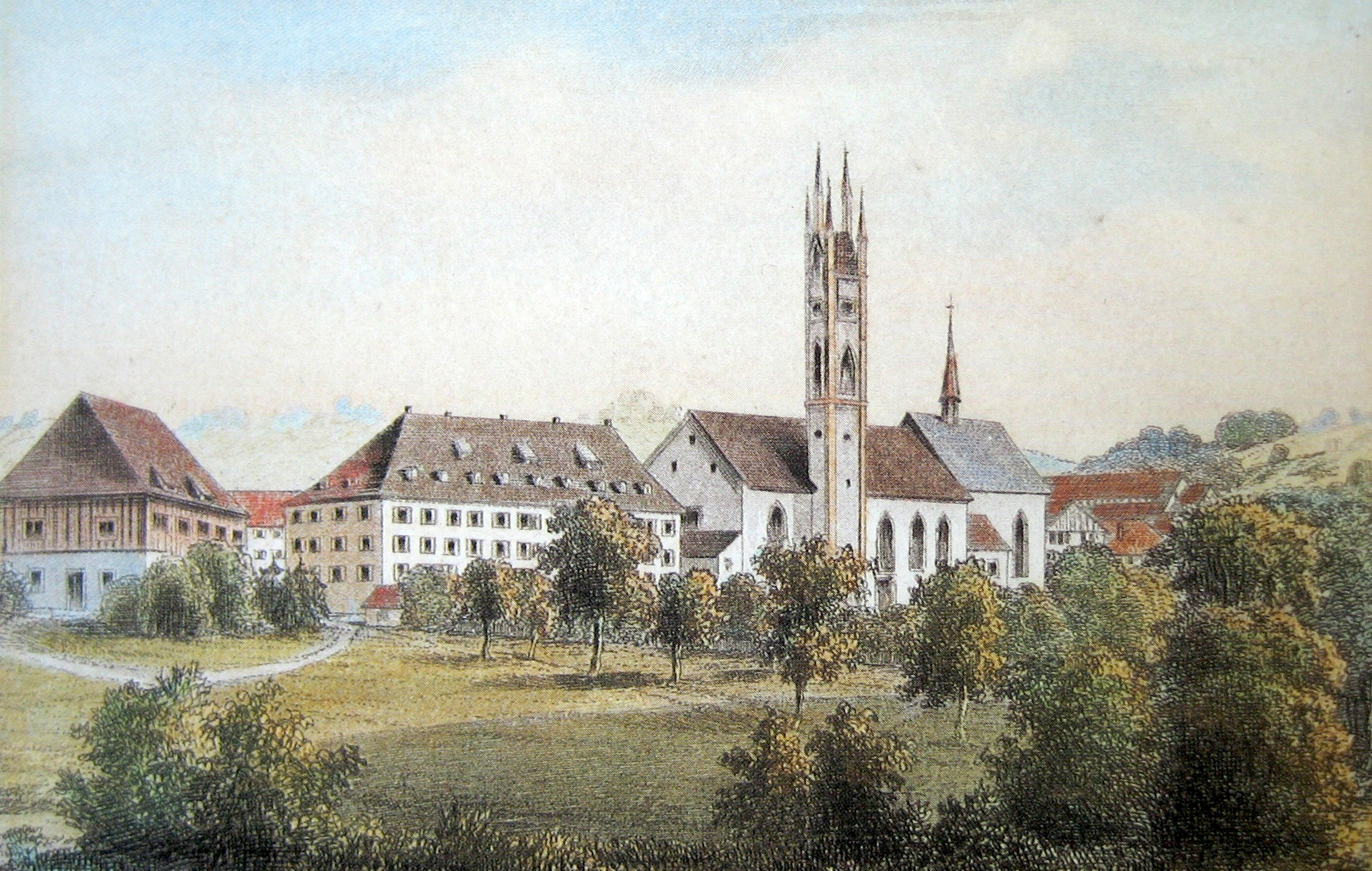
Johanniterhaus und Kirche

Nach zwei Jahren wurden die Räume im «Seehof» dem Seminar zu eng. Im Frühling 1834 stellte der Regierungsrat der Schule das ein Jahr zuvor frei gewordene Amtshaus zur Verfügung, das Hauptgebäude der ehemaligen Komturei der Johanniter. Den «Seehof» erwarb Scherr im Jahr 1837 privat.

#### Scherrs Entlassung

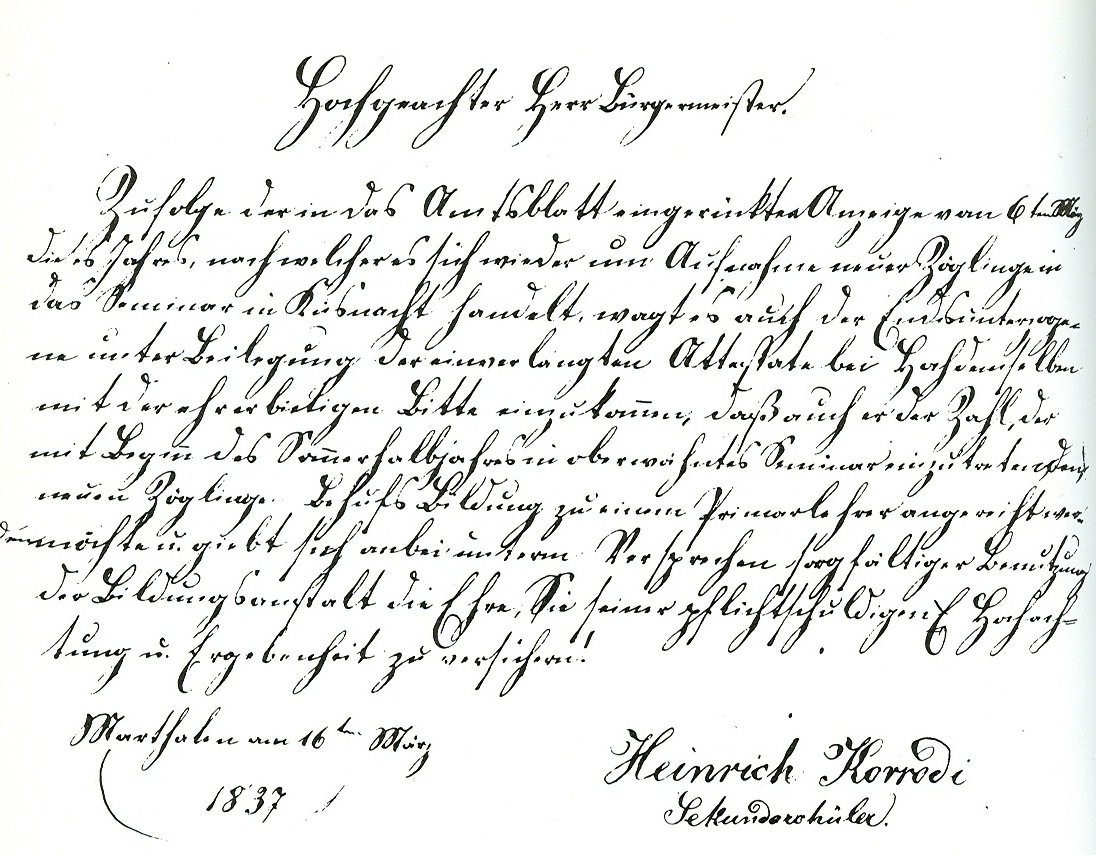
Aufnahmegesuch eines Sekundarschülers aus Marthalen: «Hochgeachteter Herr Bürgermeister. Zufolge der in das Amtsblatt eingerückten Anzeige vom 6ten März dieses Jahres, nach welcher es sich wieder um Aufnahme neuer Zöglinge in das Seminar in Küsnacht handelt, wagt es auch der Endsunterzogene unter Beilegung der verlangten Atteste bei Hochdemselben mit der ehrerbietigen Bitte einzukommen, dass auch er der Zahl, der mit Beginn des Sommerhalbjahres in oberwähntes Seminar einzutretenden, neuen Zöglinge Behufs Bildung zu einem Primarlehrer angereiht werden möchte u. giebt sich anbei unterm Versprechen sorgfältiger Benutzung der Bildungsanstalt die Ehre, Sie seiner pflichtschuldigsten Hochachtung u. Ergebenheit zu versichern! Marthalen am 16 ^{ten} März 1837 Heinrich Korrodi Sekundarschüler.»

So sehr Scherr einerseits Erfolg hatte und bewundert wurde, so sehr war er anderseits für die Konservativen ein Feindbild. Besonders die Geistlichkeit, die bisher die Schule kontrolliert hatte, sah ihre Autorität bedroht. Nach dem Sieg der reaktionären Kreise im Züriputsch am 6. September 1839 fiel Scherr den Umbesetzungen in den wichtigsten Behörden zum Opfer, in denen Konservative Einsitz nahmen. Er wurde, obwohl auf Lebenszeit gewählt, im Sommer 1839 im Amt suspendiert und auf ein Drittel seines Gehalts gesetzt. Bis zum 1. November hatte er sein Büro zu räumen, und auf den 1. Mai 1840 wurde er entlassen. In einem Rekurs an den Regierungsrat gegen seine unrechtmässige Entlassung unterlag er.
Zu seiner Entlassung schrieb Scherr:
- Was habe ich verbrochen?
- 1. Ich wollte die Volksschule zu einer freien, selbständigen Anstalt erheben, dafür straft mich der Hass vieler Geistlicher.
- 2. Ich wollte eine Volksschule, aus der ein edles, vernünftiges Volk hervorgeht, darum hassen mich die Aristokraten.
- 3. Ich wollte auch dem ärmsten Kind den Weg der Schule und einer heiteren Jugend verschaffen, darum verfolgt mich der Eigennutz mancher Fabrikherren und die Roheit gewissenloser Eltern.

Am 17. August 1840 fand in Küsnacht eine zweite pompöse Eröffnungsfeier statt, bei der Scherrs Verdienste keines Wortes erwähnt wurden; stattdessen gab es Beteuerungen an die Konservativen und an die Kirche.

### Direktoren im 19. Jahrhundert
Johann Heinrich Bruch, 1840–1846
Der von den Konservativen eingesetzte Dr. Johann Heinrich Bruch aus Wädenswil, ein «pedantischer und trockener Vertreter der orthodoxen Theologie», hatte es schwer als Nachfolger des charismatischen Scherrs. Erst nachdem die letzten Zöglinge Scherrs das Seminar verlassen hatten, kehrte Ruhe ein.

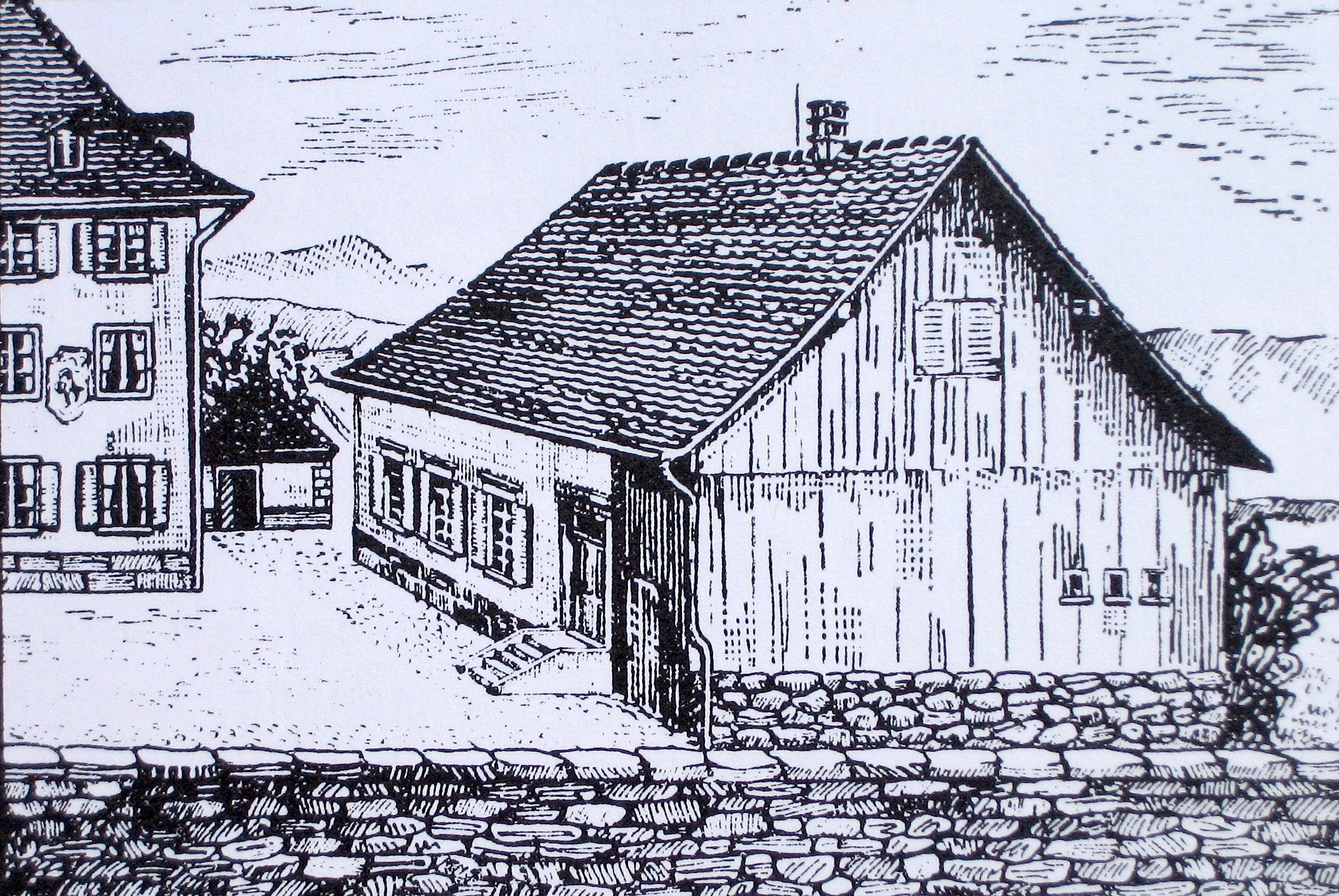
Das alte Übungsschulhaus

Im Jahr 1840 brachte das neue Seminargesetz eine Verlängerung der Ausbildung auf drei Jahre, allerdings gegen hartnäckige Opposition der Konservativen. Das Seminar erhielt zudem 1844 im heutigen «Biohaus» eine eigene Übungsschule, in der Seminaristen Dorfkinder unterrichteten. Anstelle des Turnens wurde Landarbeit in den Lehrplan aufgenommen: Auf der grossen Wiese vor dem Schulhaus hatte jeder Zögling ein paar eigene Beete zu besorgen.
Bruch legte grossen Wert auf die Einrichtung eines Konvikts für alle und wollte den erzieherischen Einfluss des Direktors stärken. Tatsächlich waren nicht alle Seminaristen an ihren Kostorten gut aufgehoben. 1840 lebten von den 75 Schülern nur 26 im Konvikt, die anderen hatten sich an das freiere Leben in den Gastfamilien gewöhnt und wollten sich nicht den strengen Regeln im Internat unterstellen.
Anlässlich der Jahresprüfung im April 1844 eröffneten die Liberalen in der Presse einen scharfen Angriff auf das «geistlose Büffeln von Gedächtniskram» und die mangelnde Vorbereitung auf die Praxis. Als 1845 die konservative Herrschaft zu Ende ging, trat Bruch von seinem Posten zurück und gründete in Zürich ein privates Mädcheninstitut.
Heinrich Zollinger, 1849–1855

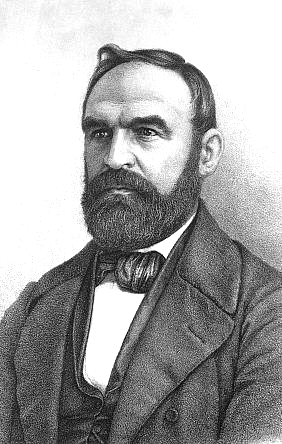
Heinrich Zollinger

Unter liberalem Regime entstand 1848 das dritte Seminargesetz, in dem speziell kirchliche Vorschriften wegfielen, wie zum Beispiel der Besuch des sonntäglichen Gottesdienstes, stattdessen wurde Französisch obligatorisch. Auch das Eintrittsalter wurde von 17 auf 18 Jahre hinaufgesetzt, da sich manche Seminaristen vor der Klasse als zu jung für den Beruf erwiesen.
Als Nachfolger von Bruch wünschte sich die Lehrerschaft Thomas Scherr zurück, um das an ihm begangene Unrecht wieder gut zu machen; die Konservativen waren dagegen. Um keinen Grund für Auseinandersetzungen zu liefern, wurde einer von Scherrs Schülern zum neuen Direktor gewählt, Heinrich Zollinger, der zuvor in Java als Botaniker gearbeitet hatte. Zollinger wurde in seinem Amt nicht glücklich. Er missbilligte das Konvikt und wurde von Konservativen und Liberalen gleichermassen als zu links stehend abgelehnt. 1855 trat er zurück und reiste mit seiner Familie wieder nach Java, wo er eine Kokosplantage aufbaute. Er starb 1859 in Java im Alter von 41 Jahren.
David Fries, 1857–1875

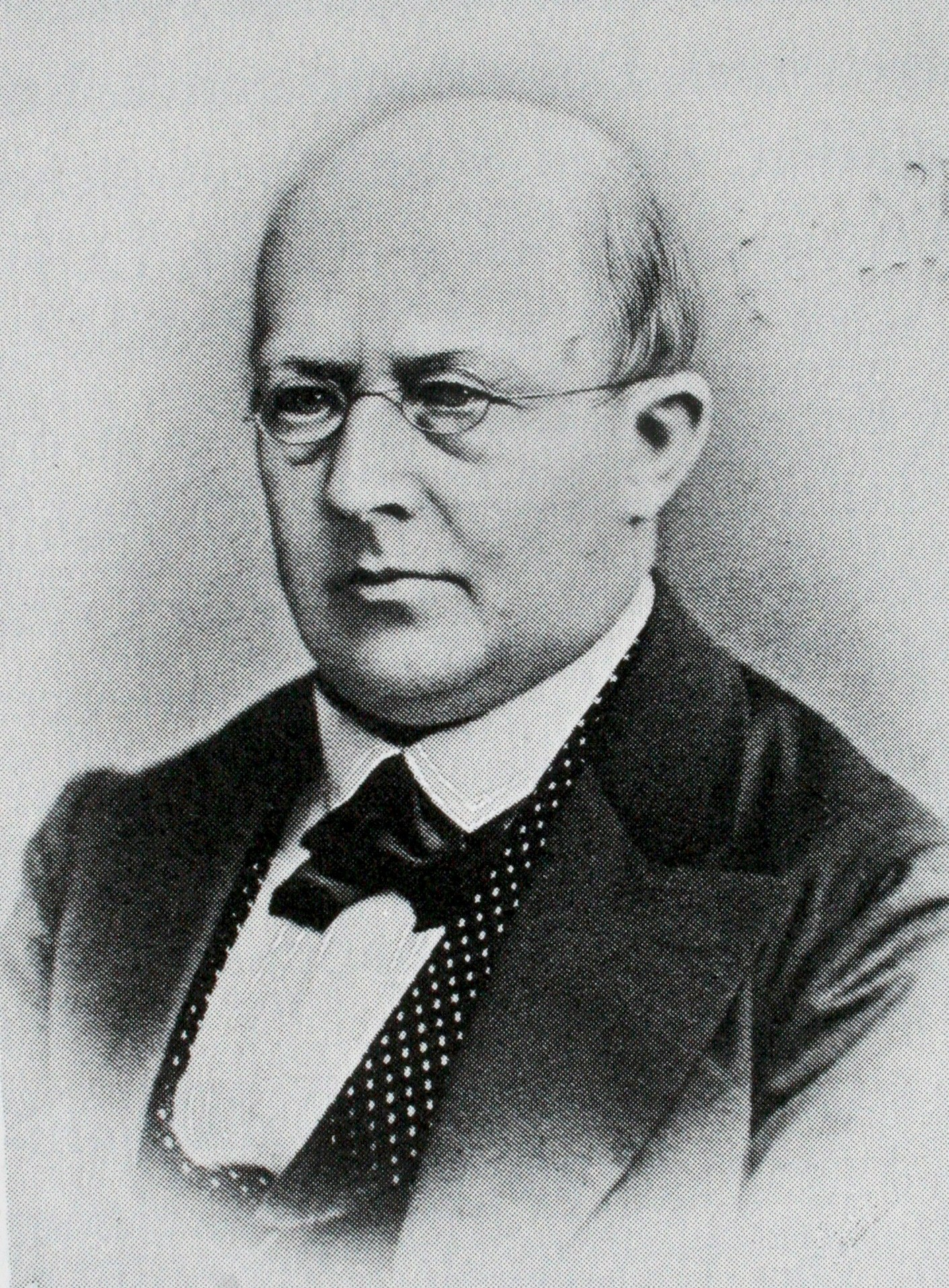
David Fries

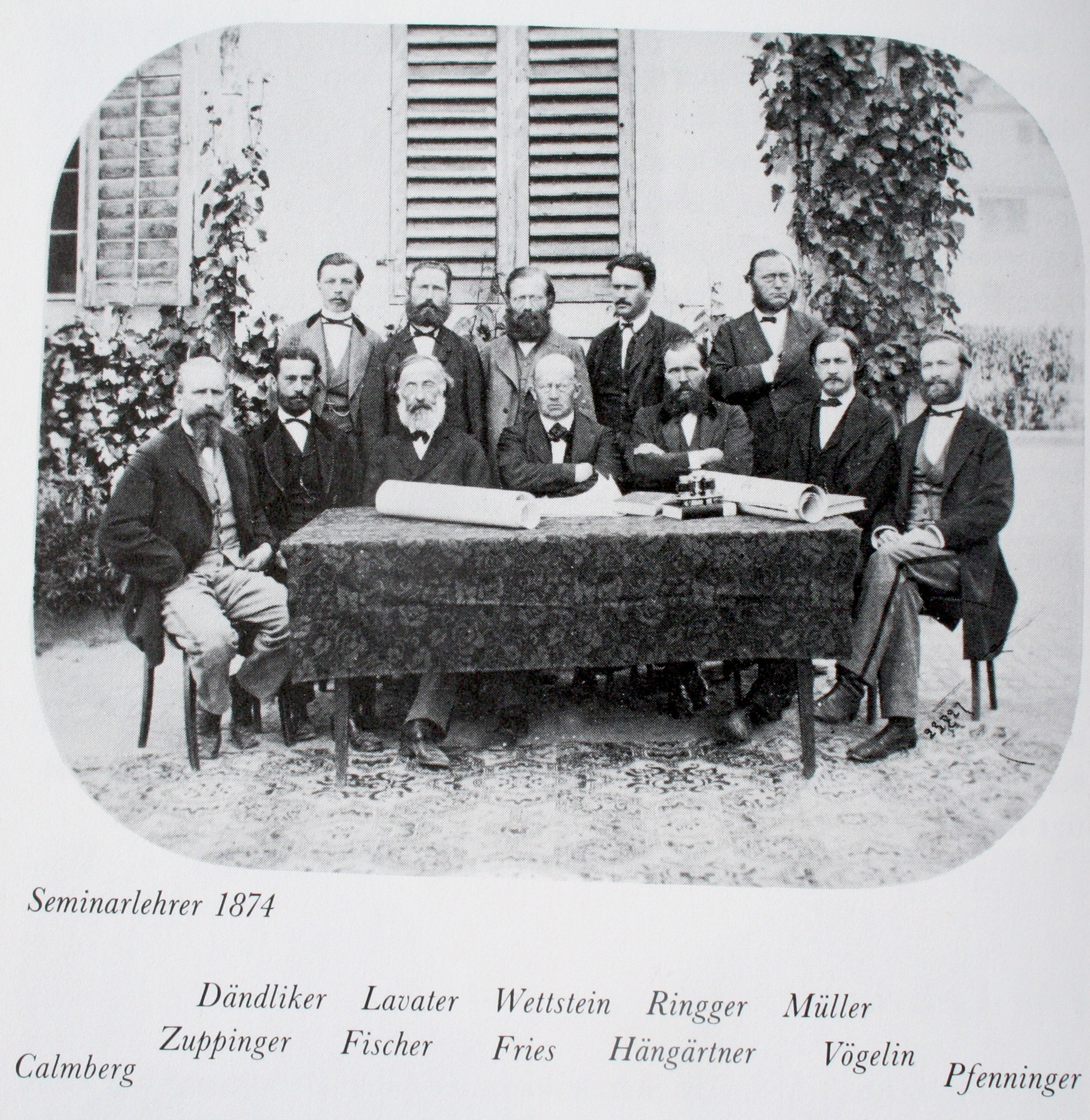
Die Lehrerschaft 1874

Um die Wahl von Zollingers Nachfolger entbrannten heftige Kämpfe. Die Lehrerschaft warb für ihren Kandidaten derart aufdringlich, dass der Erziehungsrat eine eigene Wahl traf: David Fries hiess der neue Direktor, Pfarrhelfer am St. Peter und Privatdozent an der Universität Zürich.
«Wenn sich der Mann warnen lässt, nimmt er nicht an. In dieser Stellung kann sich nur der Kandidat der Lehrerschaft behaupten. Jedem anderen wird das Leben blutsauer gemacht», schrieb die Eidgenössische Zeitung. Sie sollte recht behalten: Fries zerbrach an seinem Amt. Er fand als kühler Intellektueller keinen Zugang zu den Schülern und verstand als Städter die einfachen Landburschen nicht. Humorlos und ohne natürliche Autorität versuchte er mit Reglementen die Ordnung aufrechtzuerhalten. Auch im Kollegium kam es zu schwerwiegenden Unstimmigkeiten, die 1864/1865 im berüchtigten «Seminarstreit» mit polemischen Schriften in der Öffentlichkeit ausgetragen wurden. Hauptgegenstand der Angriffe auf Fries war das Konvikt, das von der Lehrerschaft als «jesuitische Zwangsjacke» abgelehnt wurde, unter einer solchen Zucht könne sich keine freie Lehrerpersönlichkeit entwickeln. Fries musste 1871 einwilligen, das Konvikt-Obligatorium auf die unteren beiden Klassen zu reduzieren, und 1875 wurde das Konvikt ganz geschlossen. Im gleichen Jahr trat Fries zurück. In die Amtszeit von Fries fiel 1874 die Aufnahme der ersten vier Mädchen.

### Schülervereine
Wie in anderen Mittelschulen bestanden auch in Küsnacht mehrere Schülervereine, von denen sich einige an Studentenverbindungen anlehnten. In Küsnacht begann deren Geschichte 1869, als sich der «Turnverein Küsnacht» bei Direktor Fries erkundigte, ob nicht Seminaristen beitreten könnten. Fries lehnte ab; «das ging nicht: Die Turner gingen nach ihren Übungen jeweils noch eins trinken», für die Seminaristen hingegen bestand Wirtschaftsverbot. Deshalb wurde 1870 der erste Schülerverein gegründet, der Seminarturnverein, dem gleich die Hälfte aller Zöglinge beitrat. Es war der populärste Verein und umfasste zeitweise so viele Mitglieder wie die anderen Vereine zusammen. Am Eidgenössischen Turnfest in Lausanne belegten sie 1909 den 20. Rang von 454 Vereinen.
Ein Jahr später wurde der Verein Stenographis Cuosa gegründet, der die Kurzschrift nach Stolze-Schrey lehren und verbreiten sollte. Die Cuosa veranstaltete Kurse für die Seminaristen der ersten Klassen und ersparte damit dem Kanton die Kosten für einen Hilfslehrer.
Im Leseverein wurden Vorträge gehalten, Gedichte rezitiert und Autoren vorgestellt. Alle zwei Jahre fanden Theateraufführungen statt, auch wenn es dem Lehrerkonvent nicht ganz geheuer war, wenn sich Burschen und Mädchen ohne Aufsicht zusammenfanden.
Ein weiterer Verein war die Fraternitas, in der sich Schüler zusammenfanden, die sich der Abstinenz von Alkohol verschrieben hatten – was in Küsnacht, wo die älteren Lehrer die grosse Vormittagspause oftmals im «Ochsen» verbrachten und mit «Bierschnäuzen» in den Unterricht zurückkehrten – auf Misstrauen stiess.
Auch einige Mädchen unterstützten das Gedankengut der Fraternitas und schlossen sich heimlich zusammen. Da den Mädchen eine Mitgliedschaft in den Schülervereinen untersagt war, nannten sie ihre Zusammenkünfte «Kränzchen», was vom Konvent «knurrend geduldet» wurde.
Sozusagen eine Untergruppe der Fraternitas bildeten die Wandervögel, die zu Musikinstrumenten Lieder singend weite Wanderungen unternahmen und die eine einfache und natürliche Lebensweise anstrebten. Die Küsnachter Gruppe, in die auch Lehrlinge aufgenommen wurden, wurde im Mai 1909 gegründet. Die Gründung wurde vom Konvent im Oktober 1910 unter der Bedingung genehmigt, dass an den Exkursionen keine Mädchen teilnehmen. Die europäische Bewegung der Wandervögel fand mit dem Ausbruch des Ersten Weltkriegs ein plötzliches Ende.
Heinrich Wettstein, 1875–1895

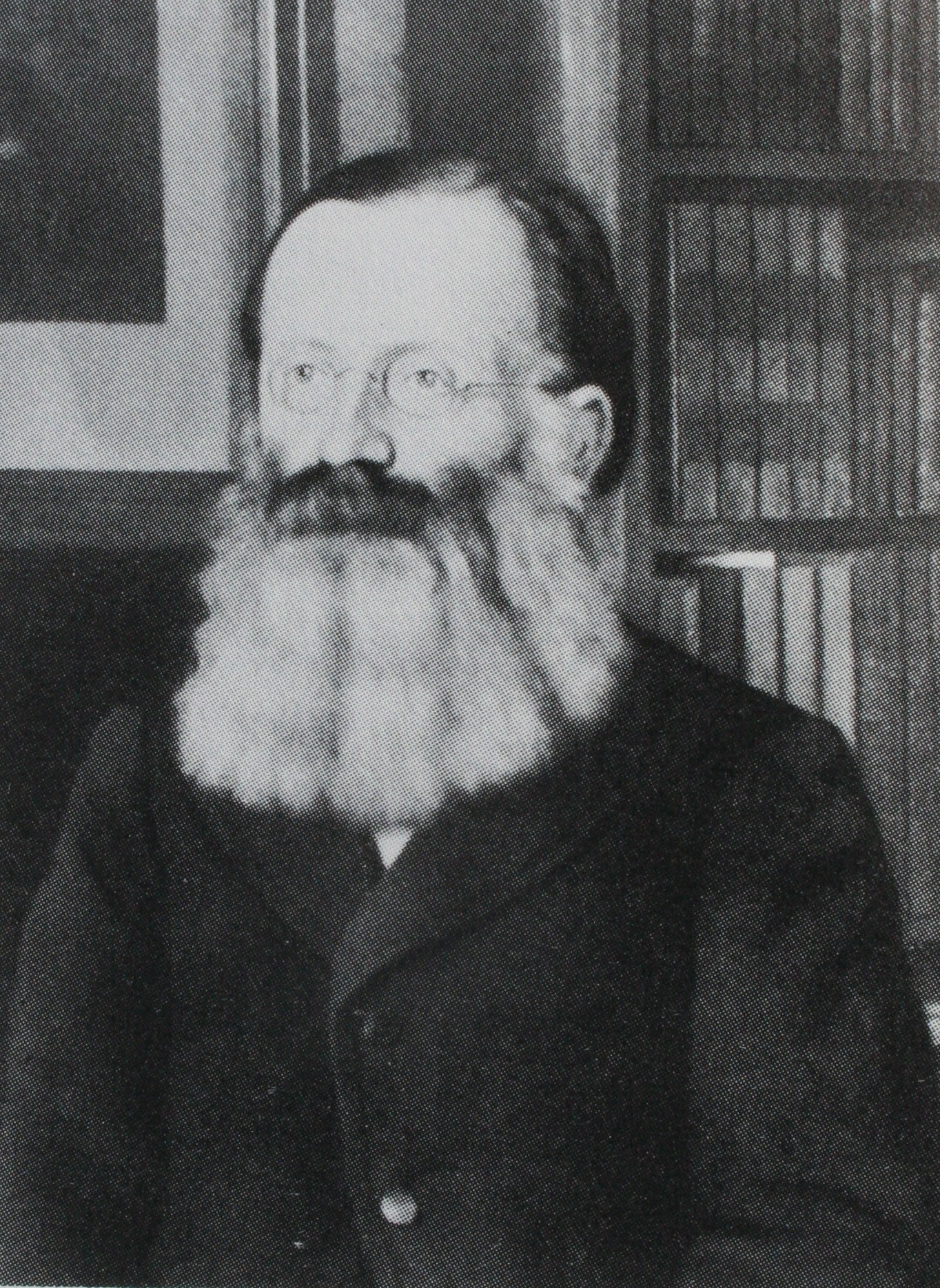
Heinrich Wettstein

Wettstein war bereits sechs Jahre Mitglied der Aufsichtskommission gewesen und 1873 als Lehrer an das Seminar gewählt worden. Er hatte zusammen mit Regierungsrat Sieber ein neues Unterrichtsgesetz ausgearbeitet, das unter anderem eine Auflösung der Seminarien vorsah; stattdessen sollten die zukünftigen Lehrer zuerst an einem Realgymnasium, dann an der Universität ausgebildet werden. 1872 wurde die Vorlage an einer Volksabstimmung deutlich verworfen; die Abneigung gegen an der Universität ausgebildete Lehrer war vor allem auf dem Land stark.
1875 übernahm Wettstein die Direktion der Schule, die er noch vor einigen Jahren hatte abschaffen wollen. Er, schon unter Fries die dominierende Lehrerpersönlichkeit, war ein Vertreter eines neuen, naturwissenschaftlichen Zeitalters und Verfasser von Lehrbüchern für Biologie, Physik, Geografie und Zeichnen. Ein von ihm entworfenes Tabellenwerk erregte an der Weltausstellung Paris 1878 internationales Aufsehen. Das Seminar Küsnacht wurde darauf vom damaligen französischen Unterrichtsminister Ferdinand Buisson und vom späteren Ministerpräsidenten Georges Clemenceau besucht.
In seinem neuen Seminarlehrplan von 1874 erhielten Mathematik und Naturwissenschaften mehr Stunden, Deutsch und Französisch deutlich weniger. Religion wurde von elf auf vier Stunden zusammengestrichen wurde, was dazu führte, dass Dorfpfarrer angehende Seminaristen vor diesem «Gottesleugner» warnten.
1882 wurde der 50. Geburtstag des Seminars begangen. Nach einer Feier in der reformierten Kirche fuhr die Festgemeinschaft von 720 Personen mit dem Raddampfer «Helvetia» nach Zürich, wo in der alten Tonhalle ein einfaches Bankett stattfand. Aus den noch erhaltenen Rechnungen einer Weinhandlung lässt sich schliessen, dass tüchtig «gebechert» wurde. Zudem wurde viel gesungen, Trinksprüche wurden ausgebracht und zahlreiche Reden gehalten, von denen manche im Festgetümmel untergingen. Die Schüler traten nicht in Erscheinung. Für sie wurde einen Monat später im Küsnachter Restaurant «Sonne» eine Nachfeier durchgeführt.
Wettstein prägte das Seminar Küsnacht und kann in seiner Bedeutung mit Scherr verglichen werden. Sein «mustergültiger Unterricht, seine ausgeglichene Bestimmtheit, sein Verständnis für mittellose Arbeiter- und Bauernsöhne und das Vertrauen, das er den Schülern entgegenbrachte, beeindruckte alle, die mit ihm zu tun hatten». In seine Zeit fiel der Bau der Turnhalle und des neuen Schulhauses, der «Italienischen Villa». Heinrich Wettstein starb 1895. Nach ihm ist in Küsnacht eine Strasse benannt, unmittelbar westlich des Seminargeländes. Einer seiner Söhne war der Geologe Alexander Wettstein.

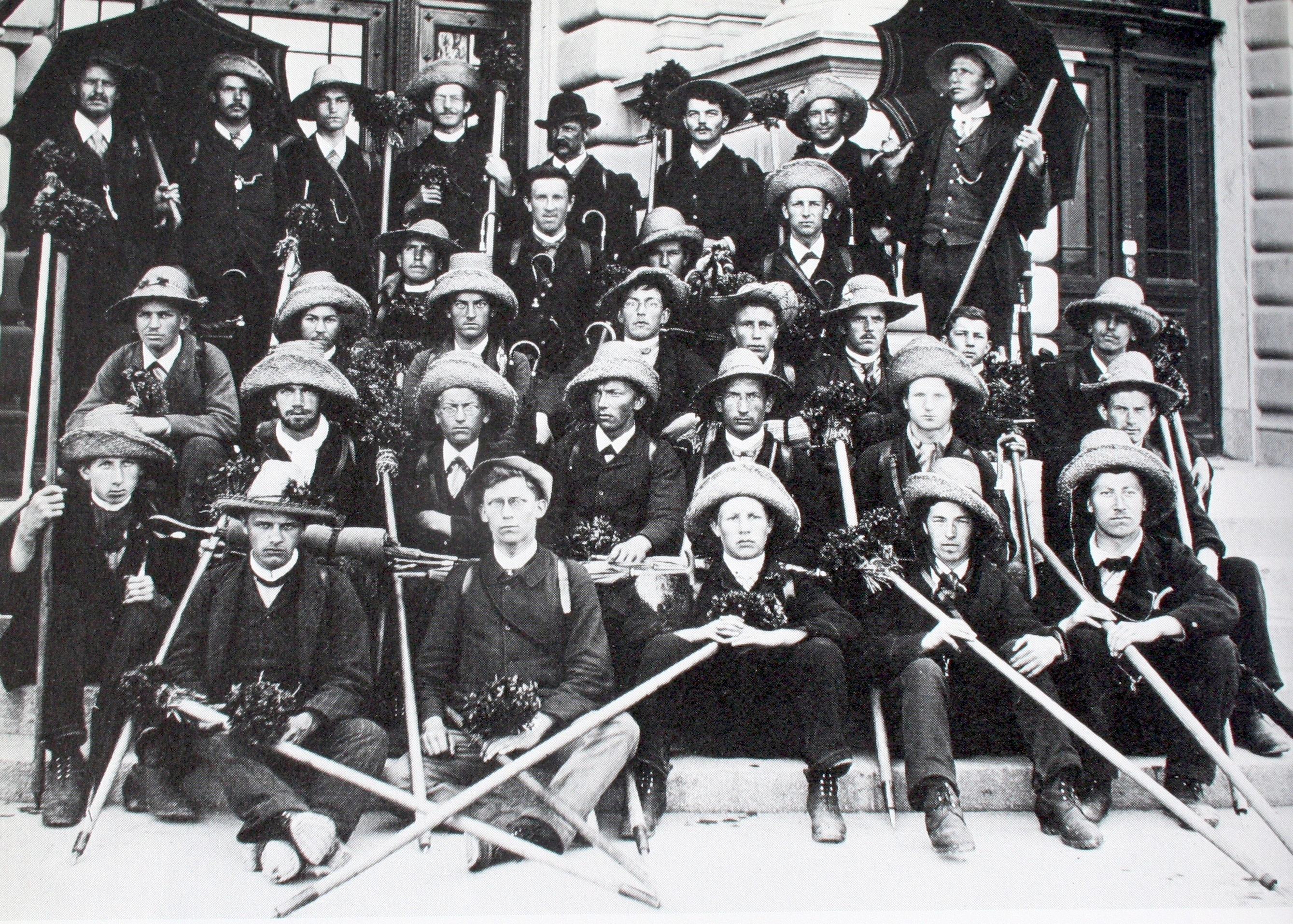
Schulreise 1890
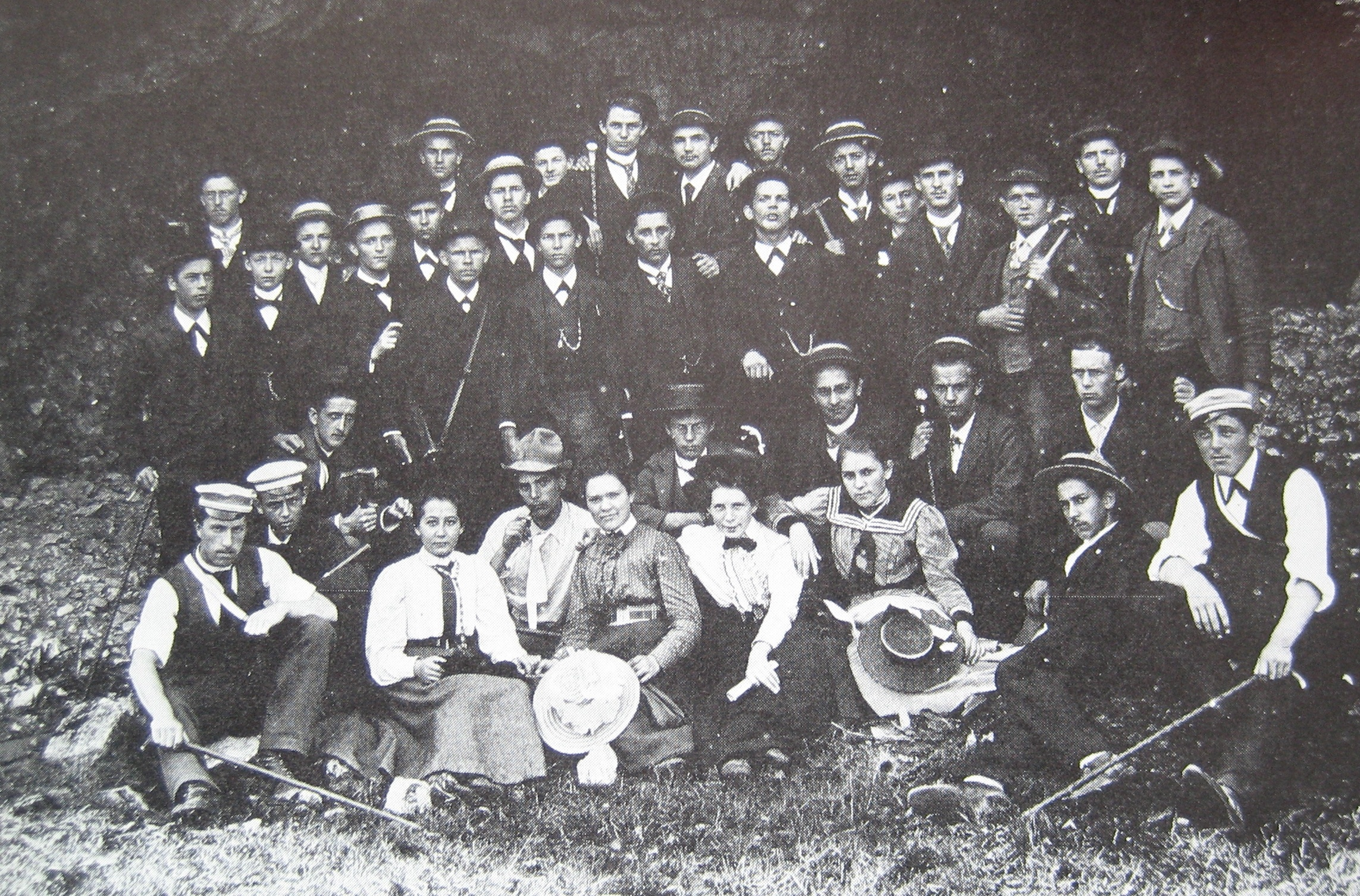
Eine Klasse von 1898
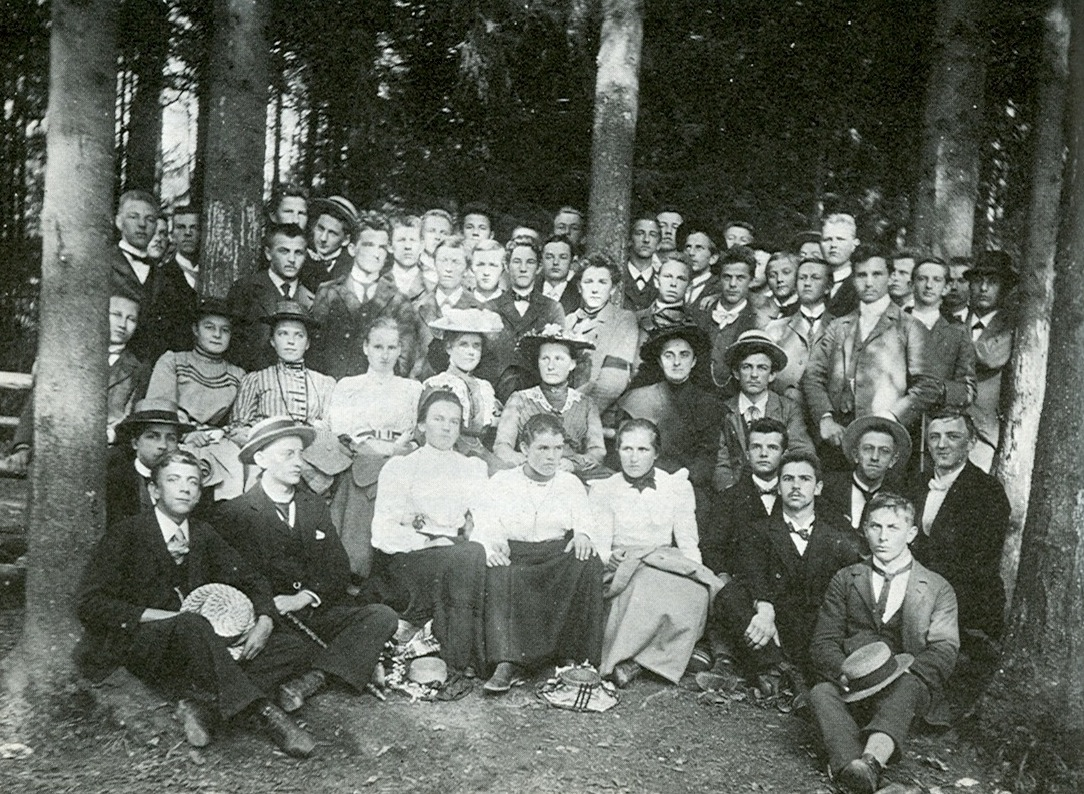
Die Klasse von 1901 bis 1905
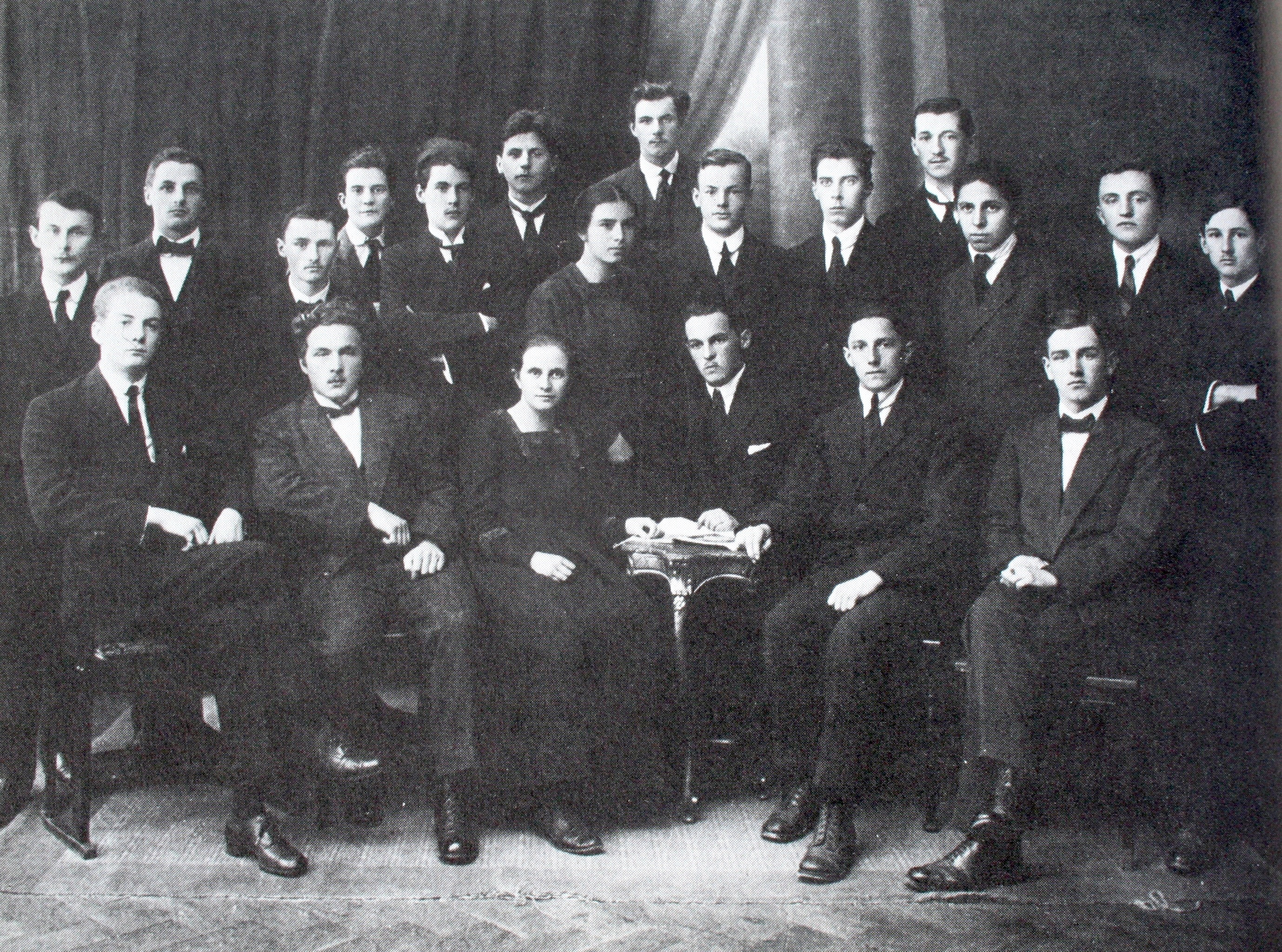
Klasse 1916–1920

#### Koedukation

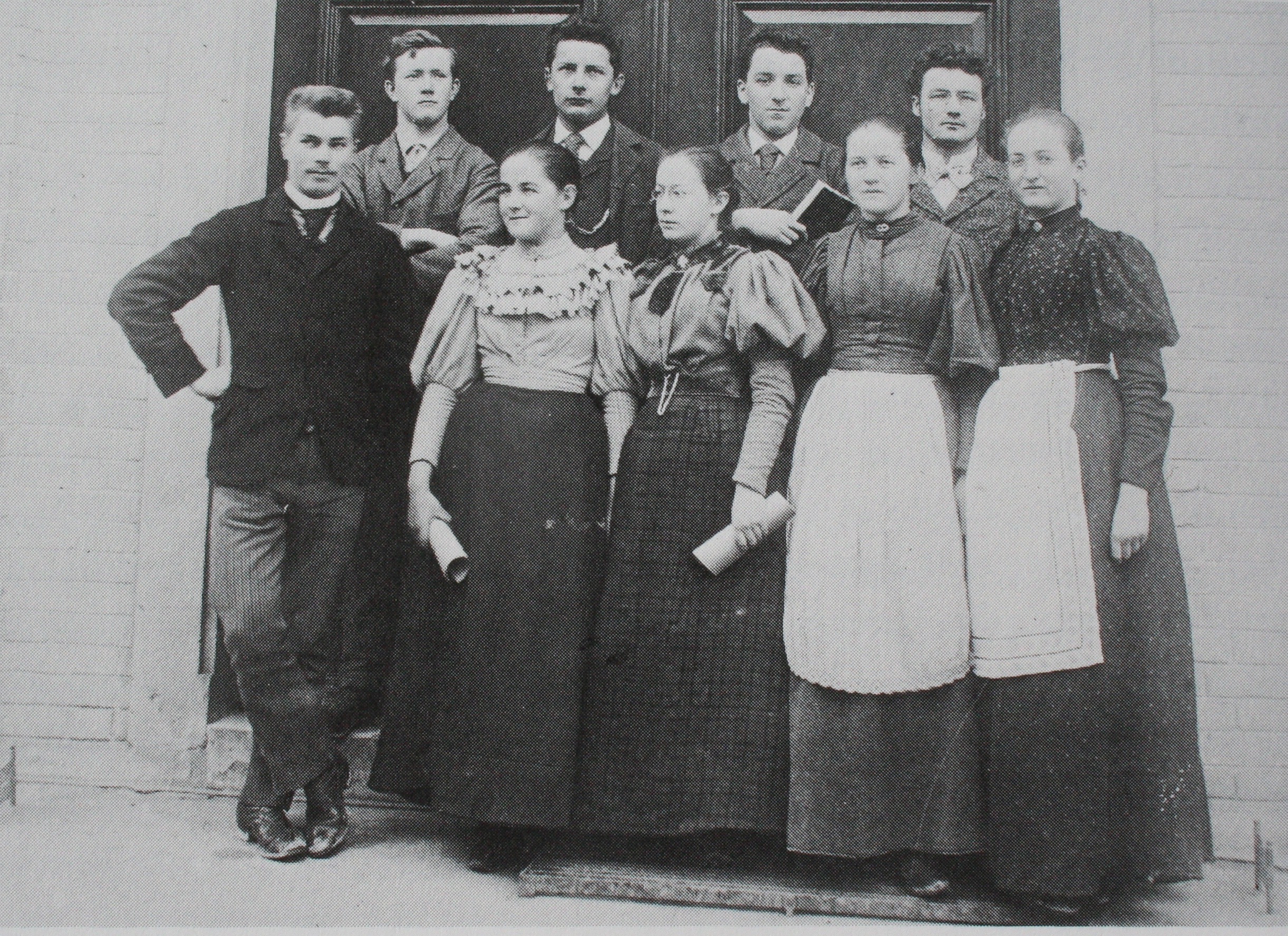
Eine Klasse mit Mädchen, 1890

Direktor Wettstein wollte verhindern, dass mangelhaft ausgebildete Frauen als «Lehrgotten», wie etwa im Kanton Bern, in den Dörfern die Kinder unterrichteten; deshalb sollten Burschen und Mädchen die gleiche Ausbildung erhalten. Wettstein setzte sich mit seiner Auffassung durch: Das Lehrerinnenseminar in Winterthur konnte sich nicht halten, und die Seminarabteilung der Töchterschule in Zürich musste sich nach dem Lehrplan von Küsnacht richten.
Die Koedukation hatte sich in Küsnacht schon von Anfang an bewährt. Wettstein betonte, die Mädchen zeigten sich im Unterricht den Burschen durchaus gewachsen und eine wirkungsvolle Konkurrenz sei die Folge – auch wenn zwischen den Geschlechtern eine strikte Trennung bestand. Burschen und Mädchen sagten sich «Sie». Die Mädchen betraten als erste mit dem Professor das Schulzimmer und setzten sich in die erste Reihe, dann traten die Knaben ein. Nach der Stunde verliessen die Mädchen wieder den Raum zuerst. Die Pause verbrachten sie in einem besonderen Mädchenzimmer. Auch auf den Schulreisen ging man getrennt. 1912 trafen sich die beiden Gruppen kurz auf dem Malojapass, und da dort offenbar «alles gesittet zu und her ging», fand 1913 die erste gemeinsame Alpenreise statt.
Fiel es Lehrern auf, dass zarte Bande geknüpft wurden, wurde der Seminarist in die Direktion gerufen und in einem Gespräch «ernstlich ermahnt» – wobei wohl nicht alle jungen Männer kuriert wieder auf den Pausenhof traten. Und im nahe gelegenen Tobel, dem «amourösen Hinterland» des Seminars, waren die Lehrer ja eher selten anzutreffen.
Aber trotzdem wurden die Frauen vom Staat noch lange als «Lehrkräfte zweiter Ordnung» betrachtet und waren nur willkommen, wenn Lehrermangel herrschte. 1918 wollte der Regierungsrat die Lehrerinnen gesetzlich dazu verpflichten, bei ihrer Verheiratung zurückzutreten. Dieses «Zölibatsgesetz» wurde nach heftigem Abstimmungskampf jedoch abgelehnt.
Um die Zahl der Lehrerinnen gering zu halten, kam es bei Aufnahmeprüfungen zu grotesken Ungerechtigkeiten: Mädchen, die mit einer 4,8 an und für sich bestanden hätten, wurden abgewiesen, während Knaben mit einer 4,2 aufgenommen wurden. Mädchen würden ohnehin bald heiraten, hiess es, wogegen sich der Lehrerkonvent erfolgreich zur Wehr setzte. Während des Ersten Weltkriegs wollte man den Mädchen den Zugang ins Seminar überhaupt verwehren.
Als nach 1960 der Lehrermangel immer gravierender wurde, war man froh um jedes Mädchen, das ins Seminar eintrat. 1958 wurde erstmals eine reine Mädchenklasse gebildet; 1974 gab es im Seminar gleich viele Burschen wie Mädchen. Heute sind die Mädchen stark in der Überzahl.
Arnold Pfenniger, Heinrich Utzinger, 1895–1906

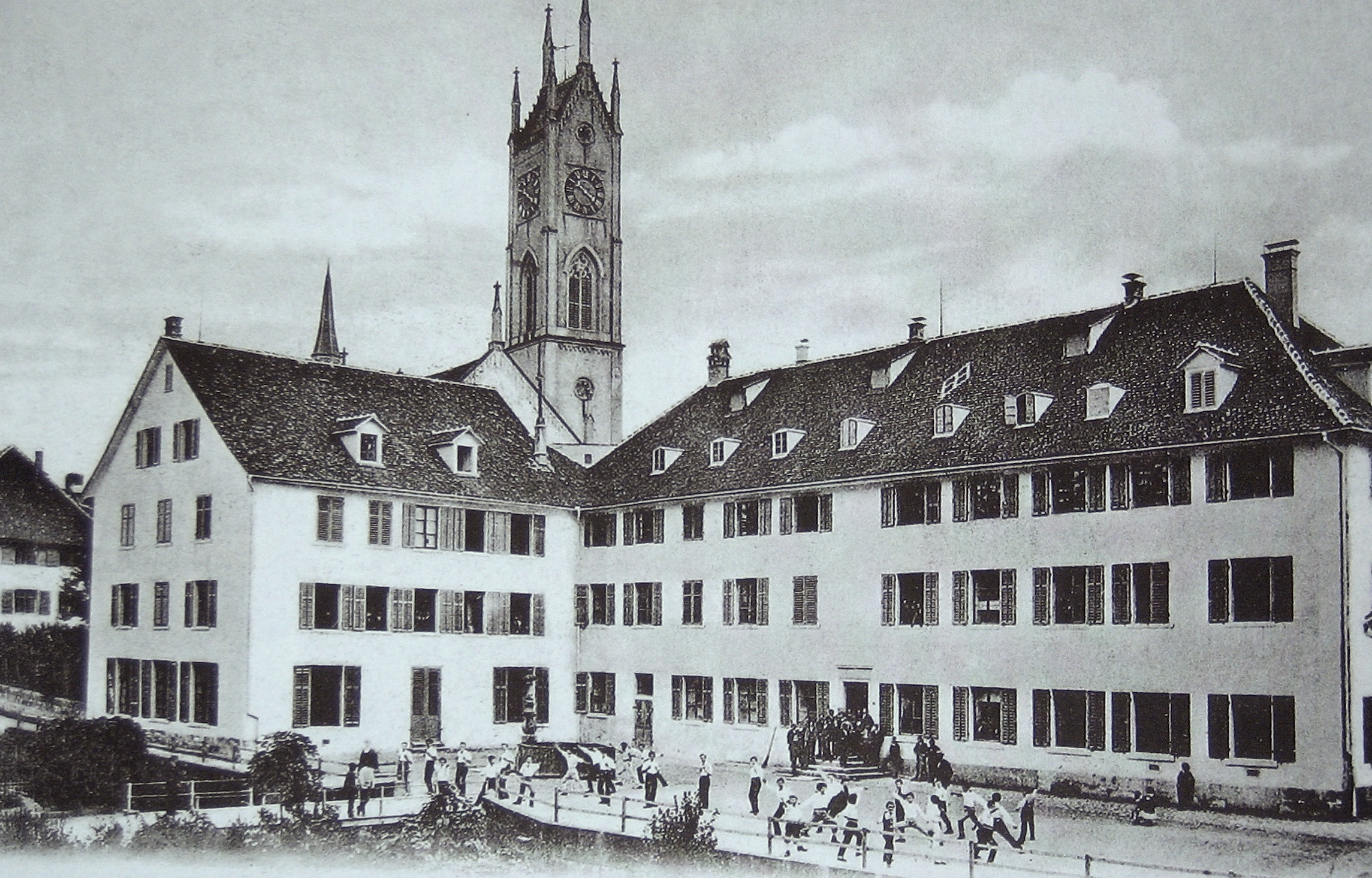
Zeitweise diente der Hof als Turnplatz; um 1905

Als Nachfolger von Heinrich Wettstein wählte der Erziehungsrat den bisherigen Vizedirektor Arnold Pfenniger, der krankheitshalber nach drei Jahren 1898 zurücktrat. Auch der Favorit der Zürcher Lehrerschaft, der Germanist Heinrich Utzinger, der 1899 zu Pfennigers Nachfolger gewählt wurde, musste 1906 krankheitshalber zurücktreten.

### 20. Jahrhundert
Edwin Zollinger, 1906–1920

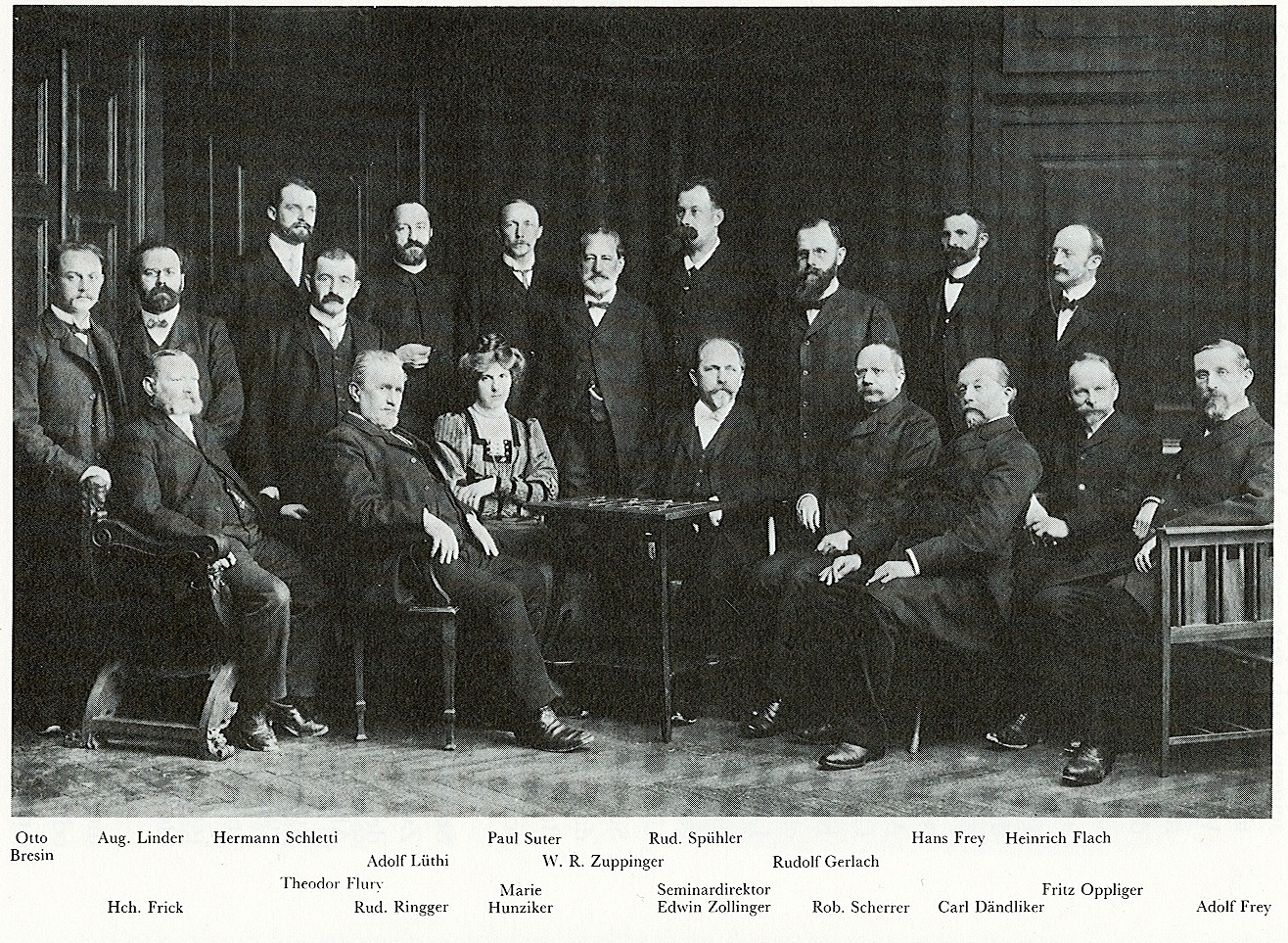
Die Lehrerschaft 1907

Zu Utzingers Nachfolger wurde der Rektor der Mädchensekundarschule Basel, Edwin Zollinger, gewählt, der unter Heinrich Wettstein Schüler im Seminar gewesen war, danach als Sekundarlehrer gearbeitet und in Geologie promoviert hatte. Für die Schüler war Zollinger ein würdiger Herr mit Spitzbart, der allerdings als Lehrer wegen seines trockenen Unterrichts wenig geschätzt wurde. Weil ihm das Gehör zu schaffen machte, trat er 1920 zurück und liess sich in Mexiko nieder, wo er 1938 im Alter von 81 Jahren starb.
In Zollingers Zeit fiel die Schaffung eines neuen Lehrplans, der im Frühling 1900 in Kraft trat. Da der Glaube an die Naturwissenschaften etwas an Überzeugung verloren hatte und die Küsnachter Absolventen in den Sekundarlehrerkursen oft klägliche Kenntnisse aufwiesen, wurden die humanistischen Fächer aufgewertet. Der Lehrplan zeigte das Bestreben, innerhalb des seit 1859 vierjährigen Kurses eine gründliche Ausbildung der Primarlehrer zu erreichen.

#### Lehrerüberfluss
Mit dem Ende des Ersten Weltkriegs begann ein grosser Lehrerüberfluss; viele junge Lehrer kamen aus dem Grenzdienst zurück und wollten ihren Beruf ausüben. 1918 gab es im Kanton Zürich 360 arbeitslose Lehrer. Die Anzahl der Seminaristen sollte reduziert werden, und Mädchen wollte man gar nicht mehr aufnehmen. Gab es 1911 in Küsnacht noch 256 Seminaristen, waren es 1919 noch 106, was knapp vier Klassen füllte. Klassenzimmer standen leer, Turnhalle und Zeichensäle waren nur noch zur Hälfte der Zeit belegt, und 13 der 15 Hauptlehrer mussten ihre Pensen als Lückenbüsser an anderen kantonalen Schulen auffüllen.
Dazu kam, dass das Seminar Küsnacht seine Monopolstellung in der Lehrerbildung bereits 1869 mit der Eröffnung des Evangelischen Seminars Unterstrass verloren hatte, 1876 kam die Seminarabteilung der städtischen Töchterschule dazu. 1905 beschloss der Erziehungsrat, an der Universität einen Primarlehrerkurs für Maturanden der Mittelschulen aus Zürich und Winterthur einzurichten, wodurch für Küsnacht das nördliche Kantonsgebiet und die Region Winterthur als Einzugsgebiet wegfielen. Die Anmeldezahlen gingen weiter zurück; einmal waren es gerade noch 17 Bewerber, mit denen knapp eine Klasse gebildet werden konnte.
Heinrich Flaach, Robert Scherrer, 1922–1926
Angesichts der ungewissen Zukunft des Seminars verzichteten die Behörden vorerst auf die Wahl eines Direktors. Die Leitung besorgte der bisherige Vizedirektor Heinrich Flaach, der im März 1922 doch noch zum Direktor gewählt wurde. Einen Monat später musste er sich wegen schwerer Tuberkulose beurlauben lassen; Mitte Mai starb er in der Höhenklinik von Davos-Clavadel. Ihm folgte der Naturwissenschaftler Robert Scherrer, der 1926 altershalber zurücktrat.
Hans Schälchlin, 1926–1945

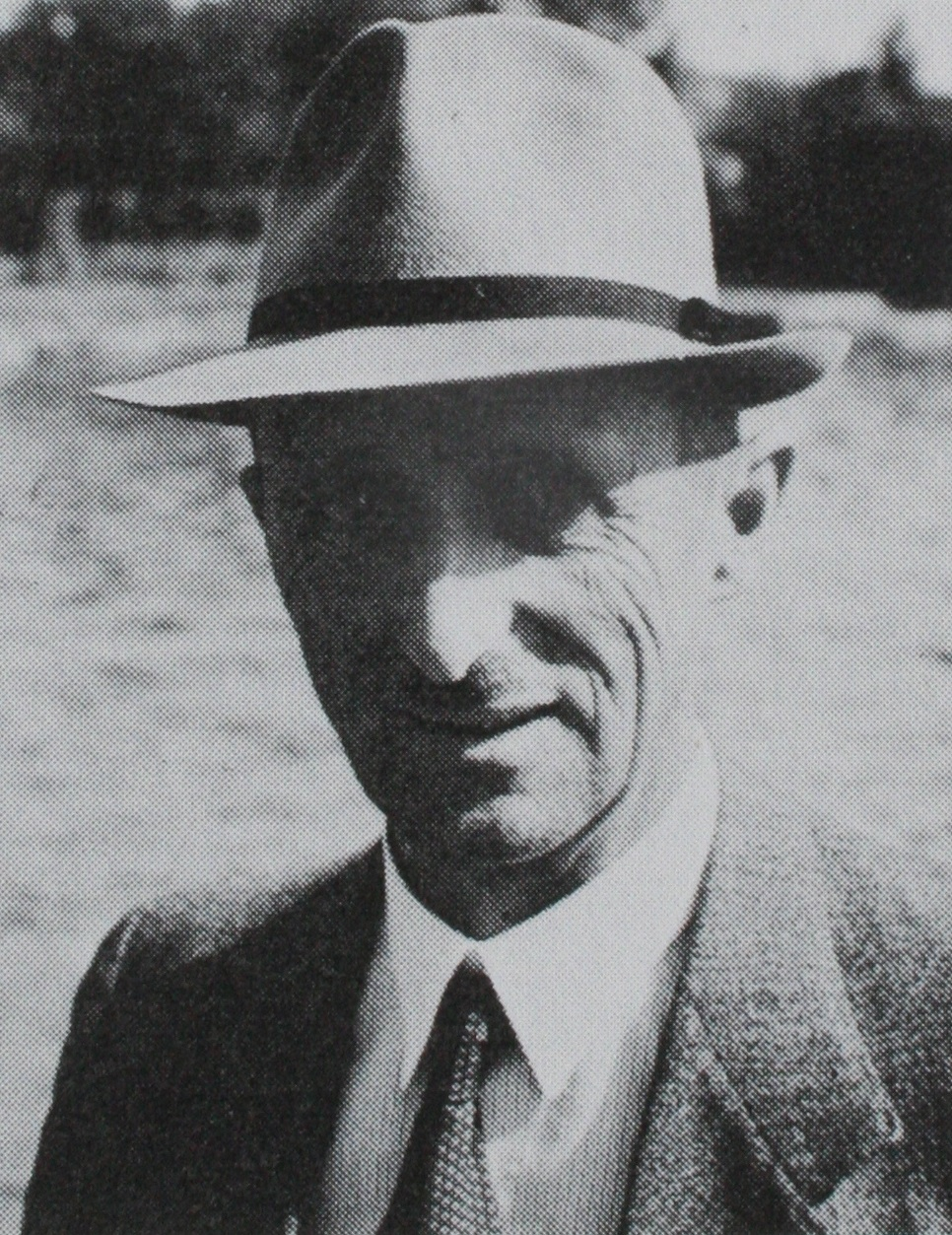
Hans Schälchlin

Als Nachfolger Scherrers standen zwei Kandidaten zur Verfügung: die Sekundarlehrer Emil Gassmann aus Winterthur und Hans Schälchlin aus dem Schulhaus Ilgenstrasse in Zürich. Die Erziehungsdirektion entschied sich mit Stichentscheid für den 37-jährigen Schälchlin. Dieser, selbst ein ehemaliger Küsnachter Seminarist, war elf Jahre jünger als Gassmann, hatte in Pädagogik und Psychologie doktoriert und sass bereits in der Aufsichtskommission des Seminars.
Schälchlin gelang es, das Seminar aus der Stagnation herauszuführen, indem er verschiedene Reformen vornahm. So wurde die bisherige Lektionenzahl von über 40 reduziert und der Lehrstoff entsprechend angepasst. Anstelle der bisherigen Übungsschule, bei der einzelne Seminaristen in Küsnachter Klassen unterrichteten, führte Schälchlin die Lehrpraktika ein, wo die angehenden Lehrer in der dritten Klasse eine, in der vierten Klasse zwei Wochen in verschiedenen Klassen in der Stadt und auf dem Land unterrichteten. Alle Praktikanten besuchte Schälchlin selber, was nur möglich war, weil er ein Auto besass.
Auf Anregung von Schülern führte Schälchlin Skilager ein, die er selber leitete. 1937 traten an die Stelle der freiwilligen Lager obligatorische Skikurse, in denen systematischer Unterricht erteilt wurde. Zu Schälchlins zahlreichen Erneuerungen und Reformen, von denen einige heute noch in Kraft sind, gehörten weiter die Einführung des Halbklassenunterrichts in einzelnen Fächern, die Vereinfachung von Aufnahmeprüfungen mit Wahlmöglichkeit, die Mitwirkung von Sekundarlehrern als Experten, Sporttage als Schulfeste, Schwimmen als Pflicht, die Aufteilung der Abschlussprüfungen in zwei Etappen, die Einführung von Besuchstagen für Eltern sowie eine würdige Abschlussfeier bei der Entlassung der Maturanden. Die Zahl der Anmeldungen stieg, es konnten wieder Parallelklassen eingeführt werden.

#### Jahrhundertfeier

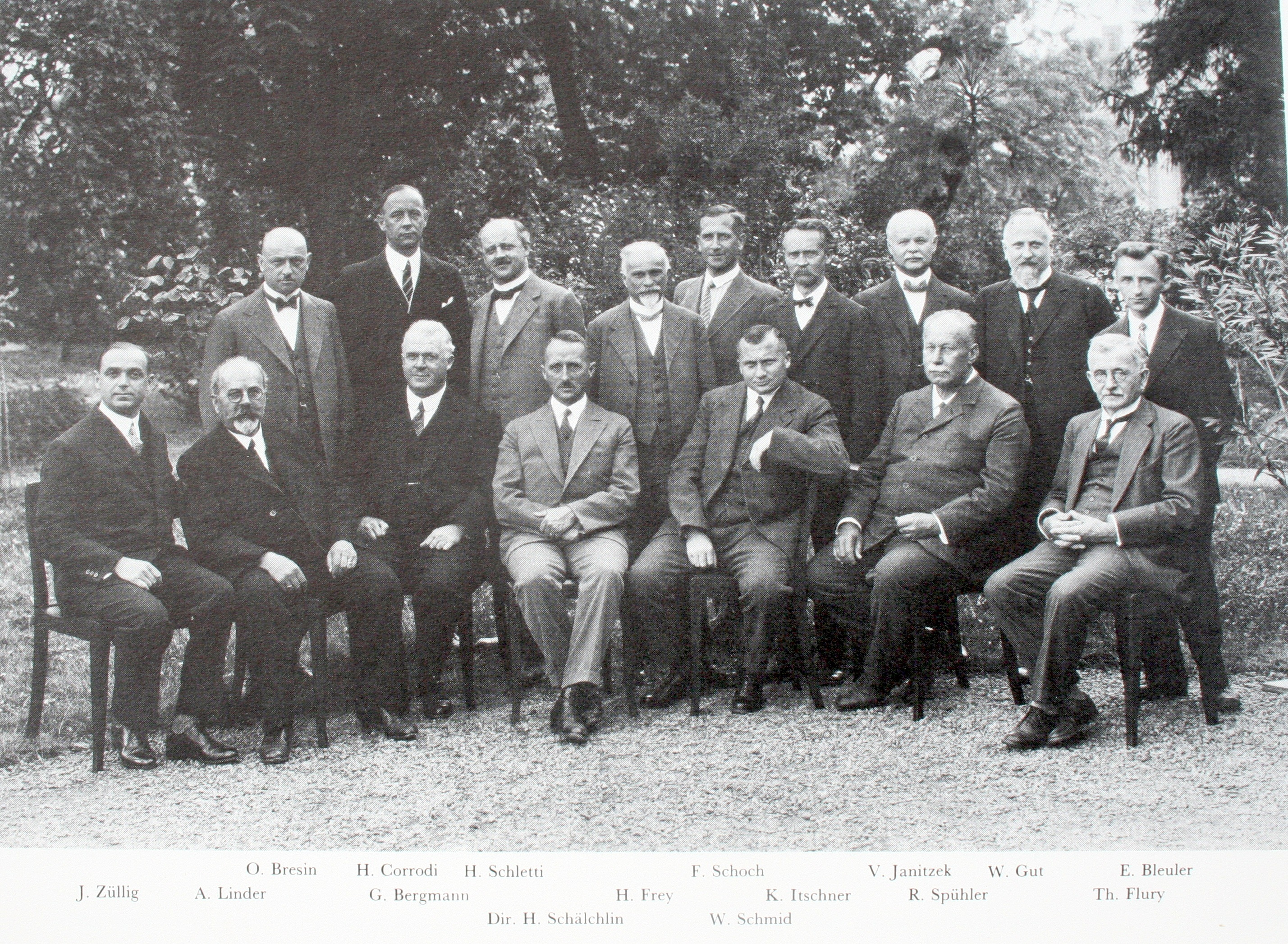
Die Lehrerschaft 1932

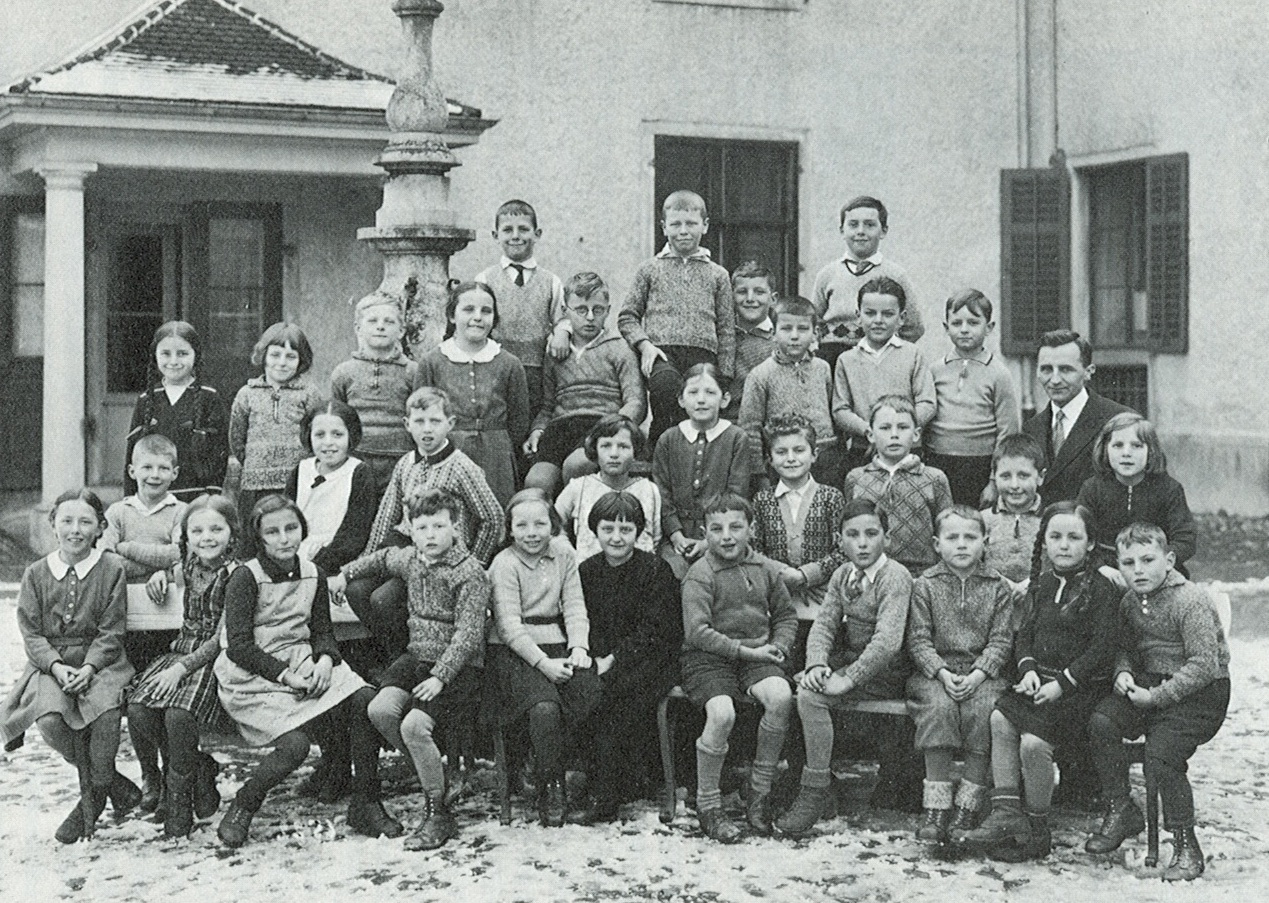
Übungsschule

Die Jahrhundertfeier des Seminars fiel in die Weltwirtschaftskrise. Dem Seminar ging es gut; es gab zwar Unstimmigkeiten im Kollegium, aber noch keine Spaltung in zwei Lager. Die Feierlichkeiten begannen am Freitagabend 27. Mai 1928 mit einem Fackelzug der Seminaristen durch das geschmückte Dorf, angeführt von der Musikgesellschaft «Eintracht». In strömendem Regen traf man sich auf dem Schulareal, wo die Seminaristen ein Studentenlied sangen. Anschliessend hielt zuerst ein Schüler und dann Direktor Schälchlin eine Rede. Am Samstag fand in der Kirche der Festakt statt. Schälchlin kam in seiner Rede auf das zur Diskussion stehende Lehrerbildungsgesetz zu sprechen. Auf Anerkennung stiessen die ausgestellten Arbeiten der Schüler aus dem Zeichen- und Schreibunterricht. Die Schüler hingegen waren verärgert: Sie wurden bei der Feier übergangen.

#### Weg zum Lehrerbildungsgesetz von 1938
Im Zusammenhang mit der Lehrerbildungsreform legte Erziehungsrat Mousson im Herbst 1926 acht Thesen zur Lehrerbildung vor. Die Vorbildung sollte an den Zürcher Kantonsschulen erfolgen, die eigentliche Fachausbildung an einer «kantonalen Lehramtsschule in engster Zusammenarbeit mit der Universität». Das gesamte Aktenmaterial wurde Seminardirektor Schälchlin übergeben mit dem Auftrag, zusammen mit der Lehrerschaft und der Aufsichtskommission des Seminars einen Plan für die Lehrerausbildung auszuarbeiten.
In zahlreichen Sitzungen diskutierte der Lehrerkonvent unter Schälchlins Leitung seinen Entwurf für ein «Pädagogisches Gymnasium» und anschliessendes «Pädagogisches Institut». Dazu wurde ein Gesetzestext ausgearbeitet, der Ende 1931 von der zuständigen Kommission des Kantonsrates gutgeheissen wurde.
Die ausgebrochene Wirtschaftskrise bot kein günstiges Klima für eine kostspielige Neuordnung und die Chance, damit in einer Volksabstimmung durchzukommen, war sehr klein. 1932 beantragte ein sozialdemokratisches Mitglied des Kantonsrates, «die Vorlage auf unbestimmte Zeit von der Traktandenliste abzusetzen». Ein Jahr später wurde das Geschäft abgeschrieben, ohne dass eine Debatte darüber stattgefunden hatte.
Am 18. Februar 1935 wurde die Vorlage von 1931 wieder vorgebracht, jedoch vom Kantonsrat erneut knapp abgelehnt. Nationalrat Reichling reichte daraufhin im Kantonsrat eine Motion ein: Das Seminar sollte an die 3. Klasse der Sekundarschule anschliessen und die Ausbildung um eines auf fünf Jahre verlängert werden. Wieder erhielt Direktor Schälchlin den Auftrag, den Gesetzesentwurf vorzubereiten. Diesmal wurde das Ziel erreicht: Im Februar 1938 stimmte der Kantonsrat zu, und am 3. Juli 1939 nahm das Volk das neue Lehrerbildungsgesetz mit grossem Mehr an. Auf den 1. Januar 1939 trat es in Kraft. Damit war die Aufteilung der Lehrerbildung in ein allgemeinbildendes Unterseminar und ein berufsbildendes Oberseminar vorgegeben.

#### Nach dem Zweiten Weltkrieg
Nach Beginn des Zweiten Weltkriegs brach im Kollegium ein grosser Streit aus. Die Ursachen waren vielschichtig: Persönliche Antipathien und Interessen, weltanschauliche Gegensätze und Schulfragen – alles ging ineinander über. Wesentliche Schuld an den Unruhen muss wohl Direktor Schälchlin angelastet werden. Kommunikation fiel ihm schwer, er agierte mit «Mitteln der strengen Zucht und Ordnung». Behörden attestierten dem Seminar eine bessere Disziplin als an anderen Schulen, aber es war eine erzwungene, militärische Disziplin. Schälchlin sah seine Stellung nicht als primus inter pares, er sah die Stellung des Direktors als diktatorisch und seine ihm untergebenen Lehrer lediglich als Wissensvermittler. Aus Angst, seinen Einfluss bei einer einheitlichen Erziehung und Formung der Schüler zu verlieren, wehrte er sich vehement gegen die Einführung des Klassenlehrersystems. Wie den Schülern zeigte er sich auch den Lehrern gegenüber misstrauisch und intolerant. Stiess er auf Widerstand, sprach er von einem Komplott, das gegen ihn geschmiedet werde.
Die Demission von Schälchlins Gegenspieler, Vizedirektor Schmid, führte zu einer Spaltung des Lehrkörpers. Die Gegensätze wurden auch in der Presse, im Pädagogischen Beobachter, ausgetragen. Schälchlin versuchte mit allen Mitteln, seine Ideen, beispielsweise in Fragen der Lehrplangestaltung, durchzudrücken. Die Folge davon war, dass im Jahr 1939 in der erziehungsrätlichen Lehrplankommission kein Küsnachter Vertreter sass; der vorgeschlagene Lehrplan des Seminarkonvents wurde vom Tisch gewischt.
Am 9. Dezember 1943 bestellte die Erziehungsdirektion eine Kommission, die die «unerquicklichen Verhältnisse im Lehrkörper des Unterseminars» untersuchen sollte. Abgeklärt werden sollte weniger Schälchlins Verhältnis zu den Schülern als vielmehr seine Stellung innerhalb der Lehrerschaft. Nach zehn halbtägigen und sieben ganztägigen Sitzungen, bei denen Lehrer und ehemalige Schüler befragt wurden, kam die Kommission auf 72 Seiten zu einem vernichtenden Urteil über den Direktor und empfahl dessen Entlassung. Im Februar 1945 reichte Schälchlin auf Druck hin selber seinen Rücktritt ein.

#### Zwei Entlassungen
Aber noch kehrte keine Ruhe ein: Eine erziehungsrätliche Kommission kam zum Schluss, «die Professoren Rittmeyer und Corrodi könnten den Unterricht nicht ohne Nachteile für die Schule fortsetzen» – man sollte sie zwangsweise in den Ruhestand versetzen. Vizedirektor Rittmeyer war Redaktor des Schweizer Journals gewesen, einer getarnten deutschen Propagandazeitschrift, die von Deutschland finanziert wurde. Corrodi hatte jahrelang für deutsche Zeitungen geschrieben, unter anderem für den Völkischen Beobachter. Da Rittmeyers Amtszeit ohnehin abgelaufen war, wurde sie nicht erneuert. Anders bei Corrodi: Er war im April 1944 für eine weitere fünfjährige Amtszeit gewählt worden. Corrodi focht seine Entlassung an, und nach zwei gerichtlichen Niederlagen musste der Regierungsrat in einen finanziellen Vergleich einwilligen.
Ernst Vaterlaus, 1945
Die Behörden verlangten, dass der neue Direktor unter keinen Umständen aus dem Kollegium stammen sollte. Auch sollte er sich nicht in Fragen der Lehrplangestaltung und Lehrerbildung exponiert haben; eine «überlegene Persönlichkeit mit wissenschaftlicher Begabung» sollte es sein. Gewählt wurde der Mathematiker Ernst Vaterlaus, der zuvor Lehrer und Prorektor an der Töchterschule gewesen war. Am 7. Februar 1945 war Schälchlin zurückgetreten und am 23. April 1945 eröffnete Vaterlaus in Küsnacht das neue Schuljahr. Nach drei Monaten hatte sein Wirken bereits ein Ende: Vaterlaus wurde zum freisinnigen Kandidaten für einen Sitz im Zürcher Regierungsrat nominiert. Nach einer grossen Wahlschlacht gegen seinen Gegenspieler von der Partei der Arbeit, Otto Brunner, siegte er deutlich. Seine Geschäfte als Schuldirektor übernahm sein Vize Albert Hess.
Walter Zulliger, 1946–1975

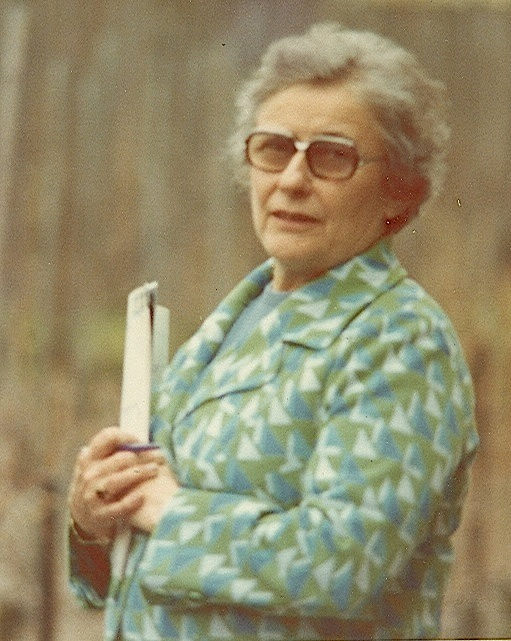
Nelly Heer, 1973

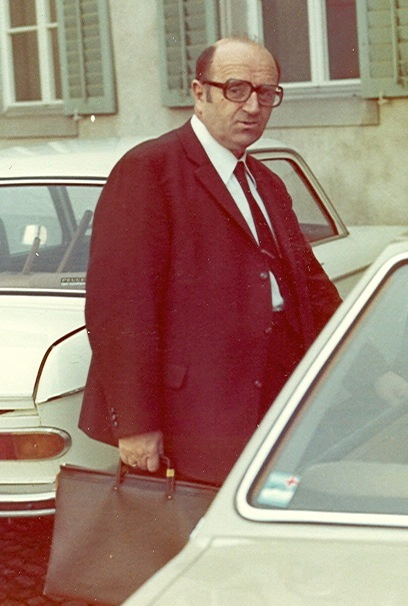
Walter Zulliger, 1973

Neuer Direktor wurde 1946 der 36-jährige Mathematiklehrer Walter Zulliger aus der Evangelischen Lehranstalt Schiers. Zulliger war der erste Direktor, der weder Zürcher war noch in Zürich studiert hatte, er war Bieler und hatte in Bern und Wien studiert. Seine Amtszeit sollte 29 1⁄2 Jahre betragen.
In Zulligers Amtszeit fiel die Ernennung von Nelly Heer-Heusser, die 1971 als erste Frau als Vizedirektorin in die Schulleitung einer kantonalen Mittelschule aufgenommen wurde. 1958 war sie als erste Frau zur Hauptlehrerin gewählt worden. 1960 wurde erstmals ein Katholik zum Hauptlehrer gewählt.

#### Wachstum
Durch die Turbulenzen der vergangenen Jahre hatte der Ruf des Seminars gelitten; anfangs 1945 meldeten sich nur gerade 45 Schüler für die Aufnahmeprüfung an. In den folgenden Jahren und Jahrzehnten, besonders nach der Aufhebung eines vom Kanton vorübergehend verhängten Numerus clausus, stiegen die Anmeldezahlen wieder rapide an, und im Rekordjahr 1976/77 wurden sechs Parallelklassen geführt. Neue Bauprovisorien wurden auf die Wiese neben der alten Turnhalle gestellt, aus dem beschaulichen Seminar war eine Mittelschule mittlerer Grösse geworden.

#### «Filiale» in Oerlikon
Die zunehmende Platznot in Küsnacht und der immer noch bestehende Lehrermangel veranlassten die Behörden in den 1950er-Jahren, kreative Lösungen zu prüfen. Da man hoffte, aus dem nördlichen Kantonsteil Burschen für das Seminar gewinnen zu können, wenn sie in der Region zur Schule gehen könnten, mietete der Kanton im städtischen Schulhaus «Halde B» in Zürich Oerlikon mehrere Räume, in denen im Frühling 1958 eine Filiale Küsnachts eröffnet wurde. Diese hatte einen eigenen Leiter, war aber der Direktion in Küsnacht unterstellt. Zweimal wöchentlich kamen die Seminaristen für den naturwissenschaftlichen Unterricht nach Küsnacht, weil in Oerlikon die Räume dazu fehlten. Aufgenommen wurden nur Knaben, was dazu führte, dass «Oerlikon» einen eigenen selbstbewussten Stil entwickelte. 1974 wurde die Oerliker Filiale nach Dübendorf verlegt und der Kantonsschule Wetzikon angeschlossen.
Max Gubler, 1975–1993
Im Oktober 1975 wurde Max Gubler Direktor. Er hatte selber das Seminar besucht, in Winterthur als Romanist unterrichtet und war Mitglied des Zürcher Erziehungsrates gewesen. In seine Amtszeit fiel 1978 das neue Lehrerbildungsgesetz, das mit der Aufteilung des Oberseminars in zwei Jahreskurse eine Verdoppelung der beruflichen Ausbildung zur Folge hatte. Damit wurde die gesamte Ausbildungszeit auf sechs Jahre verlängert.
Eine grundsätzliche Änderung in der fachlichen Ausrichtung des Seminars brachte das Jahr 1979, als im Frühjahr mit einer Klasse G1 der Typus des neusprachlichen Gymnasiums eingeführt wurde. 1973 hatte der Bundesrat entschieden, diesen Typus D als gleichwertige Maturitätsschule gesamtschweizerisch anzuerkennen. Bereits zwei Tage später unterbreitete eine Gruppe von Lehrern dem Konvent den Vorschlag, als erste Schule des Kantons diesen neusprachlichen Typus einzuführen. Mit der Einführung des Typus D hatte das Seminar aufgehört, eine reine Lehrerbildungsanstalt zu sein. 1983 wurde der Name «Unterseminar Küsnacht» in «Kantonsschule Küsnacht» geändert.

#### Jubiläum 1«50 Jahre Seminar Küsnacht»
Am 28. und 29. August 1982 feierte das Seminar Küsnacht sein 150-jähriges Bestehen. Zahllose Aktivitäten und Veranstaltungen wurden geplant, so unter anderem ein von Seminaristen betreutes Kinderfest, eine Crêperie, ein englisches Pub, dargestellte italienische Volkslieder, gespielte Goldoni-Szenen, Turnproduktionen, ein Labyrinth, ein offenes Singen, eine Hilfsaktion für eine Schule in Mali, ein Schattentheater, eine Färberküche, eine Bienendressur, ein Planetenweg, eine Information über den hauseigenen Rebberg mit Degustation, ein Einakter von Eugène Ionesco, eine literarische Matinée, eine Ausstellung über die Geschichte des Seminars sowie ein grosser Unterhaltungsabend in einem Festzelt.
Robert Gsell, 1993–2001
Nachfolger von Max Gubler wurde der bisherige Prorektor Robert Gsell, der im Seminar seit 1970 Biologie und Chemie unterrichtet hatte. Er verstarb 2006.
Peter Ritzmann, 2001–2013
Der Prorektor Peter Ritzmann löste zu Beginn des Schuljahres 2001/02 den zurücktretenden Robert Gsell ab.
Christian Grütter, 2013–2019
Ritzmanns Nachfolger wurde im Sommer 2013 Christian Grütter, bisher Prorektor.
Markus Hanhart, 2019–2020
Der bisherige Prorektor und Deutschlehrer Markus Hanhart wurde für ein Jahr zum Rektor ad interim gewählt.
Corinne Elsener, ab 2020
Die Anglistin, bis anhin Prorektorin und Englischlehrerin an der Kantonsschule Zürcher Unterland in Bülach, trat zu Beginn des Schuljahres 2020/21 die Nachfolge von Hanhart bzw. Grütter an.

### Neuste Zeit

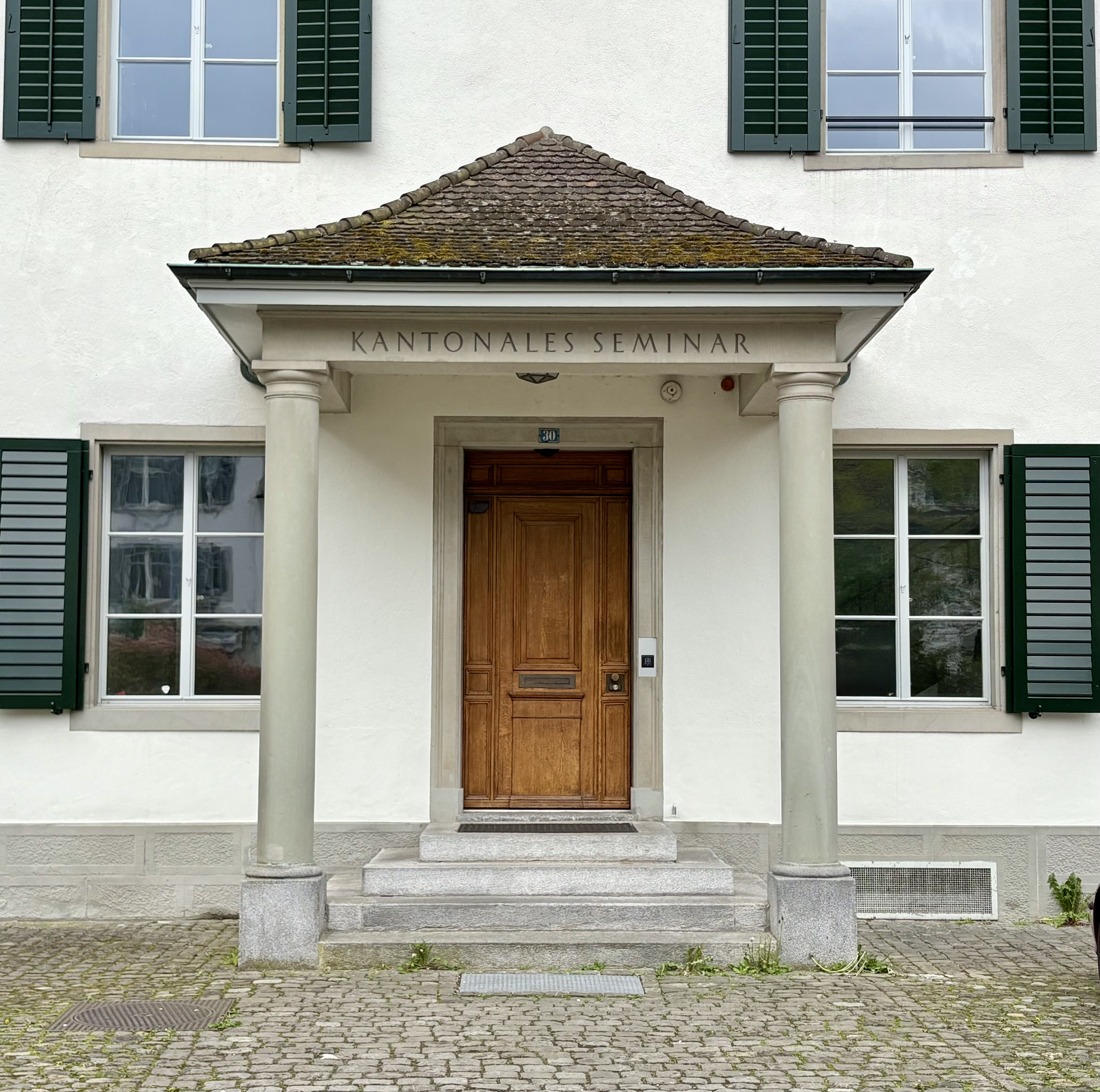
Haupteingang

1986 wurde das vierjährige Unterseminar mit Anschluss an die 3. Klasse der Sekundarschule in eine Lehramtsschule mit Anschluss an die 2. Klasse der Sekundarschule umgewandelt. Die Lehramtsschule, ein Gymnasium mit musischer Ausrichtung, dauerte 4½ Jahre und wurde mit einer kantonalen Maturität abgeschlossen. Anstelle der Lehramtsschule und des Gymnasiums D führt Küsnacht seit 1998 ein neusprachliches und ein musisches Profil mit den Schwerpunktfächern Musik oder Bildnerisches Gestalten. Beide sind schweizerisch anerkannt. Die Schuldauer wurde auf vier Jahre verkürzt.
Im Rahmen des Pilotversuchs «zweisprachige Matur» der kantonalen Bildungsdirektion begann Küsnacht 2003 mit seiner ersten immersiv unterrichteten Klasse: Nach der Probezeit werden Mathematik, Geschichte und Musik (später auch Naturwissenschaften) in englischer Sprache unterrichtet.
2004 bewilligte der Bildungsrat das Gesuch der Schule, als erste Schule des Kantons eine zweisprachige Unterstufe des Gymnasiums zu eröffnen. Zusammen mit dem zweisprachigen Kurzgymnasium kann so in Küsnacht eine sechsjährige zweisprachige Ausbildung absolviert werden.

## Bekannte Absolventen des Seminars
Bekannte Absolventen des Seminars waren unter anderen die Schriftsteller Jakob Christoph Heer, Albin Zollinger, Elsa Muschg, Fritz Brunner, Johann Jakob Bänninger, Fritz Meyer, Rudolf Hägni, Rudolf Kägi und Ernst Kappeler, die Lehrer und Politiker Emil Hardmeier, Heinrich Hess, Johann Kaspar Hug und Eduard Schäubli, der Komponist und Journalist Rolf Urs Ringger, der Schauspieler Heinrich Gretler, der Nationalrat und Fabrikant Heinrich Grunholzer sowie der Nationalrat Georg Forster, die Maler Max Gubler, Eduard Gubler und Ernst Gubler, der Fotograf Walter Bosshard, der Radiodirektor Jakob Job, der Biologe Walter Höhn-Ochsner, der Radiomoderator Peter Walt sowie der Politiker Martin Klöti.

## Gebäude

### «Johanniterhaus»
Das Johanniterhaus Küsnacht wurde 1373 von Komtur Graf Hugo II. von Werdenberg an die westliche Vorhalle der reformierten Kirche an der Stelle des heutigen Singsaaltraktes gebaut. 1411 wurde das Haus von Komtur Johannes Staler um den Haupttrakt erweitert; der heutige Singsaalflügel wurde zum Oekonomiegebäude.

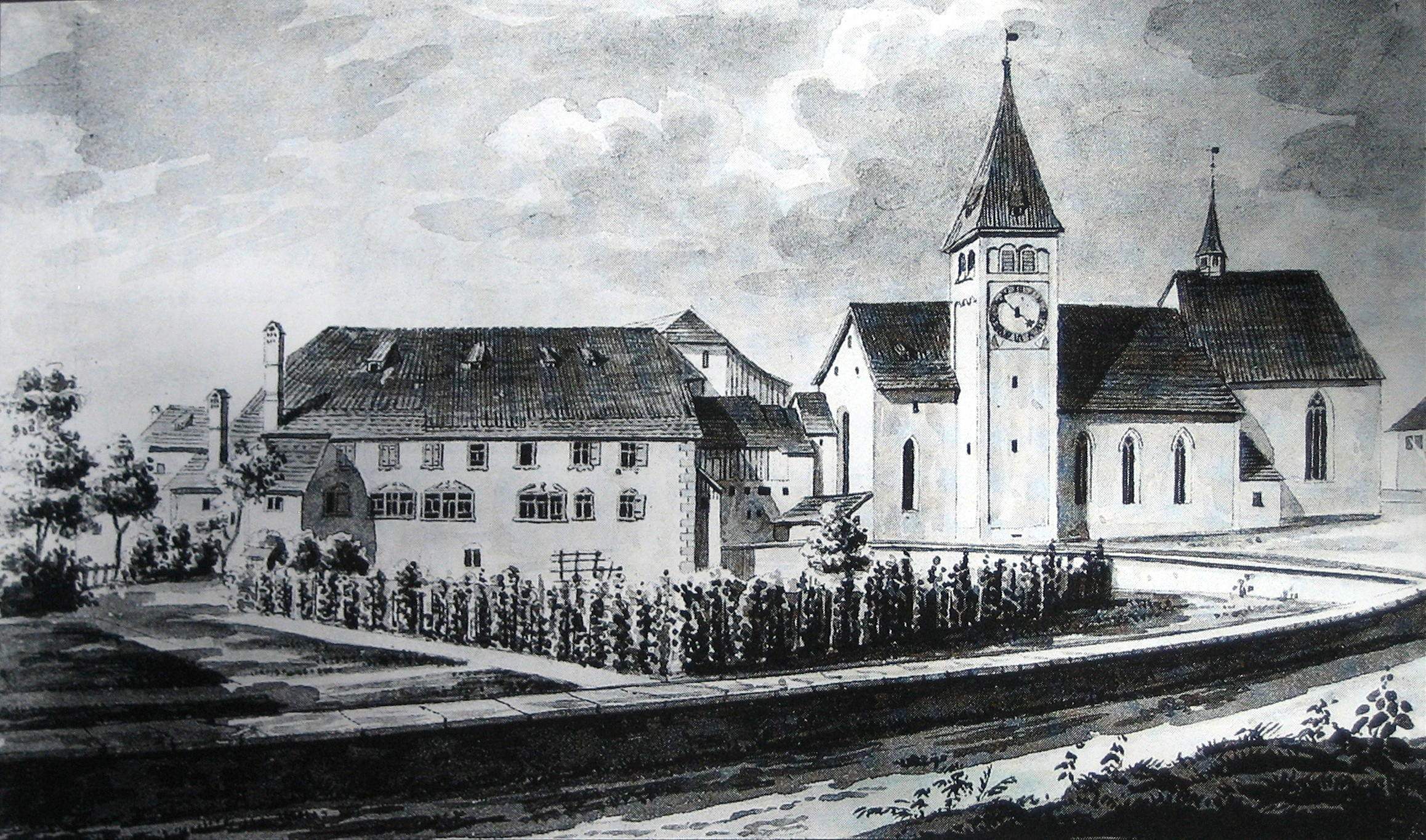
Johanniterhaus und Kirche um 1650, Ansicht von Süden
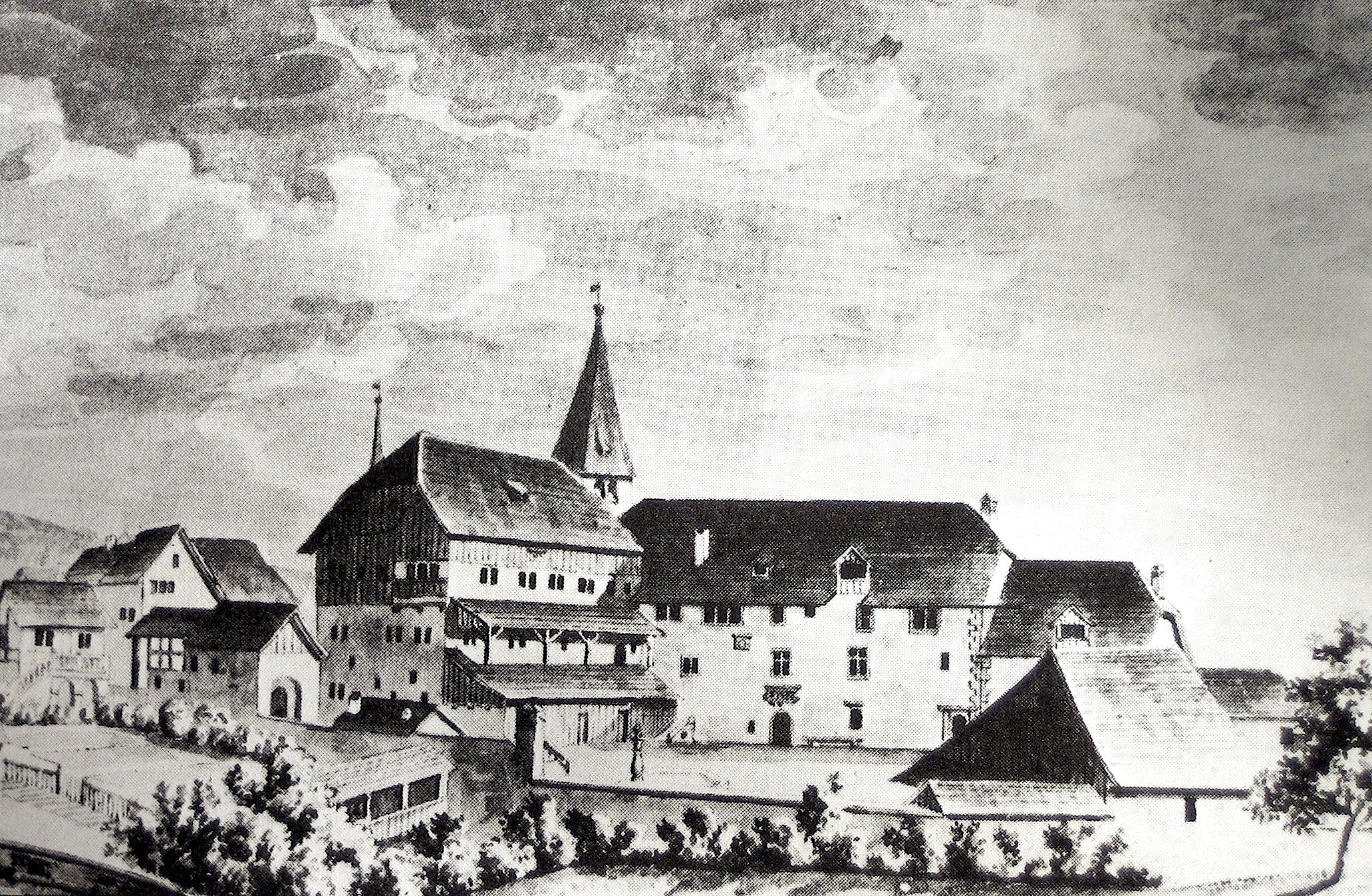
Johanniterhaus um 1650, von Norden
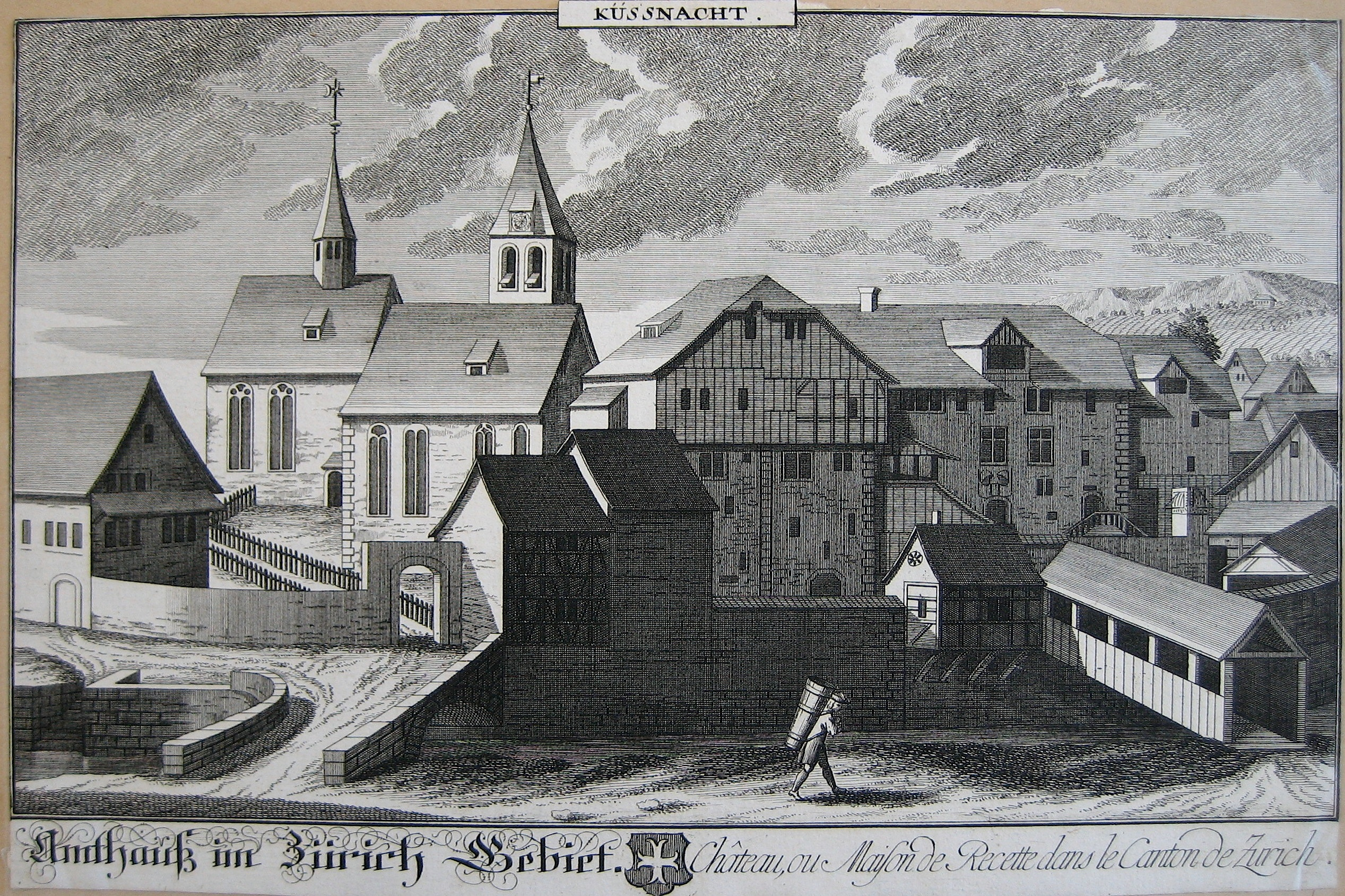
Amtshaus 1742, Stich von David Herrliberger

Der letzte Komtur Konrad Schmid fiel 1531 an der Seite Zwinglis in der Schlacht bei Kappel. Nach der Reformation gingen die Güter der Johanniter-Komturei in den Besitz der Stadt Zürich über, wurden aber weitgehend für die neue Kirchgemeinde Küsnacht verwendet. Rechtlicher Nachfolger der Komturei wurde das Amt Küsnacht, an dessen Spitze der Amtmann stand. Dieser nahm in einem der alten Konventsgebäude seinen Wohnsitz, weshalb man auch heute noch vom Amtshaus neben der Kirche spricht. Bis 1792 diente das Gebäude als Sitz der Zürcher Amtmänner, bis die Ämter per Gesetz vom 29. März 1833 aufgehoben wurden.
Für seinen neuen Zweck als Schulhaus wurde das Gebäude 1832 stark umgebaut. 1988 wurde das Gebäude restauriert und die gesamte Haustechnik erneuert. Im Haupttrakt liegen Unterrichtsräume für das Untergymnasium, Fachzimmer für Musik und Informatik, das Lehrerzimmer mit Lehrerarbeitsräumen und die Büros die Schulverwaltung. Im Nebenflügel sind über dem Singsaal die Räume für Chemie, Physik und Instrumentalunterricht untergebracht. Der Singsaal enthält eine Orgel.

### Turnhalle
In der Amtszeit von Wettstein wurde 1878 die erste Turnhalle des Kantons gebaut, ein Backsteinbau mit je sechs Rundbogenfenstern, der einen behelfsmässigen Turnschuppen ersetzte. Architekt war der Kantonsbaumeister Otto Weber, ein Schüler von Gottfried Semper. Um Garderoben einbauen zu können, wurde das Gebäude 1911 verlängert.
Die Halle diente ihrer ursprünglichen Funktion fast bis zum Ende des 20. Jahrhunderts, obwohl Grösse und Ausstattung längst nicht mehr den Normen des Sportunterrichts genügten. Dank dem Bau der Mehrzweckhalle im Heslibach durch die Gemeinde Küsnacht im Jahr 1999 konnte die Kantonsschule nun den gesamten Sportunterricht dorthin verlagern. Die alte Turnhalle wurde 1999 sorgfältig restauriert und zu einem Aufenthaltsbereich für Schüler umgebaut. Tagsüber dient die «Semihalle» als Verpflegungsraum. Zudem finden dort Theater, Konzerte, Lesungen und Schulfeste statt. Im Untergeschoss wurde ein Schlagzeugraum eingerichtet.

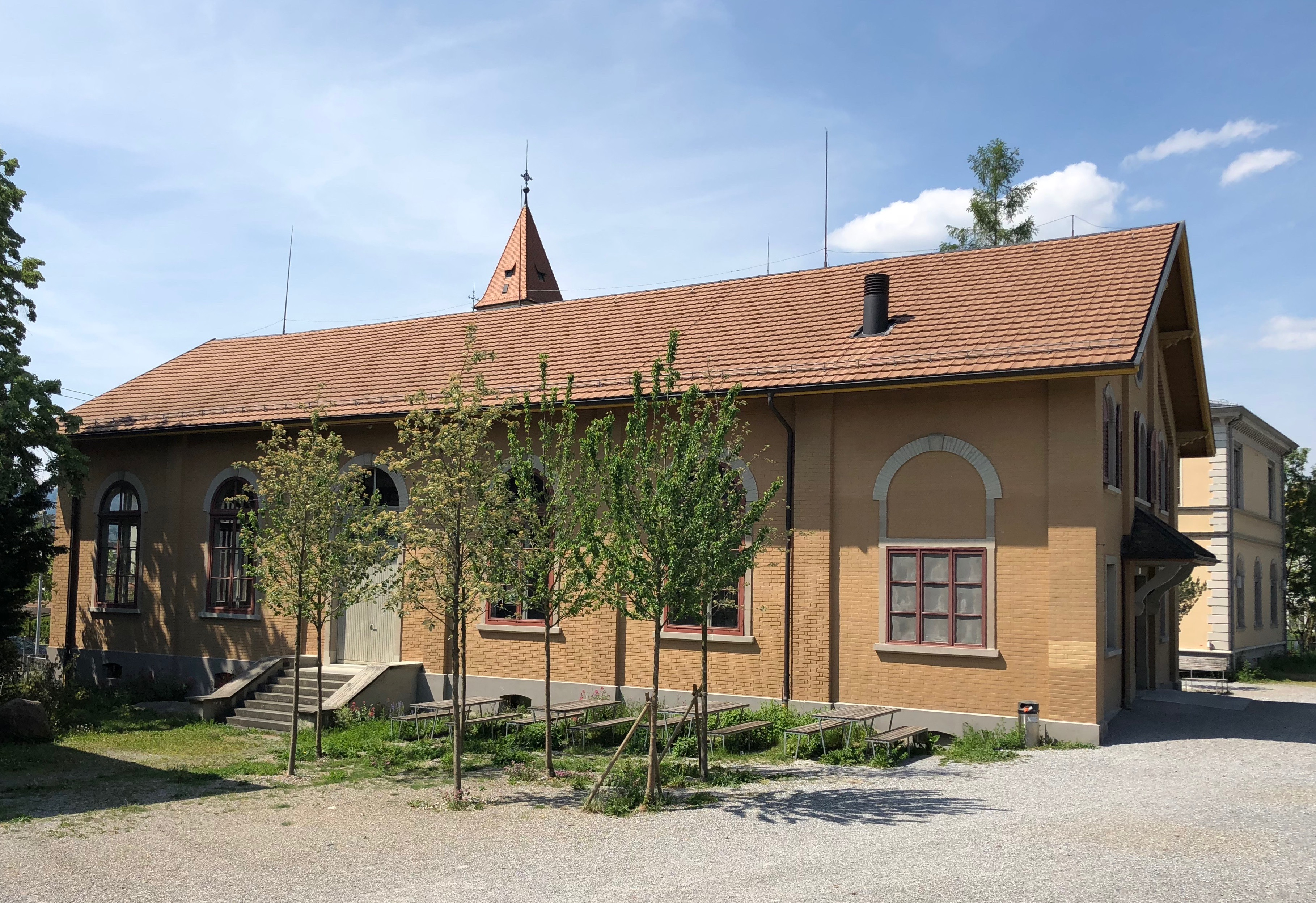
Die ehemalige Turnhalle
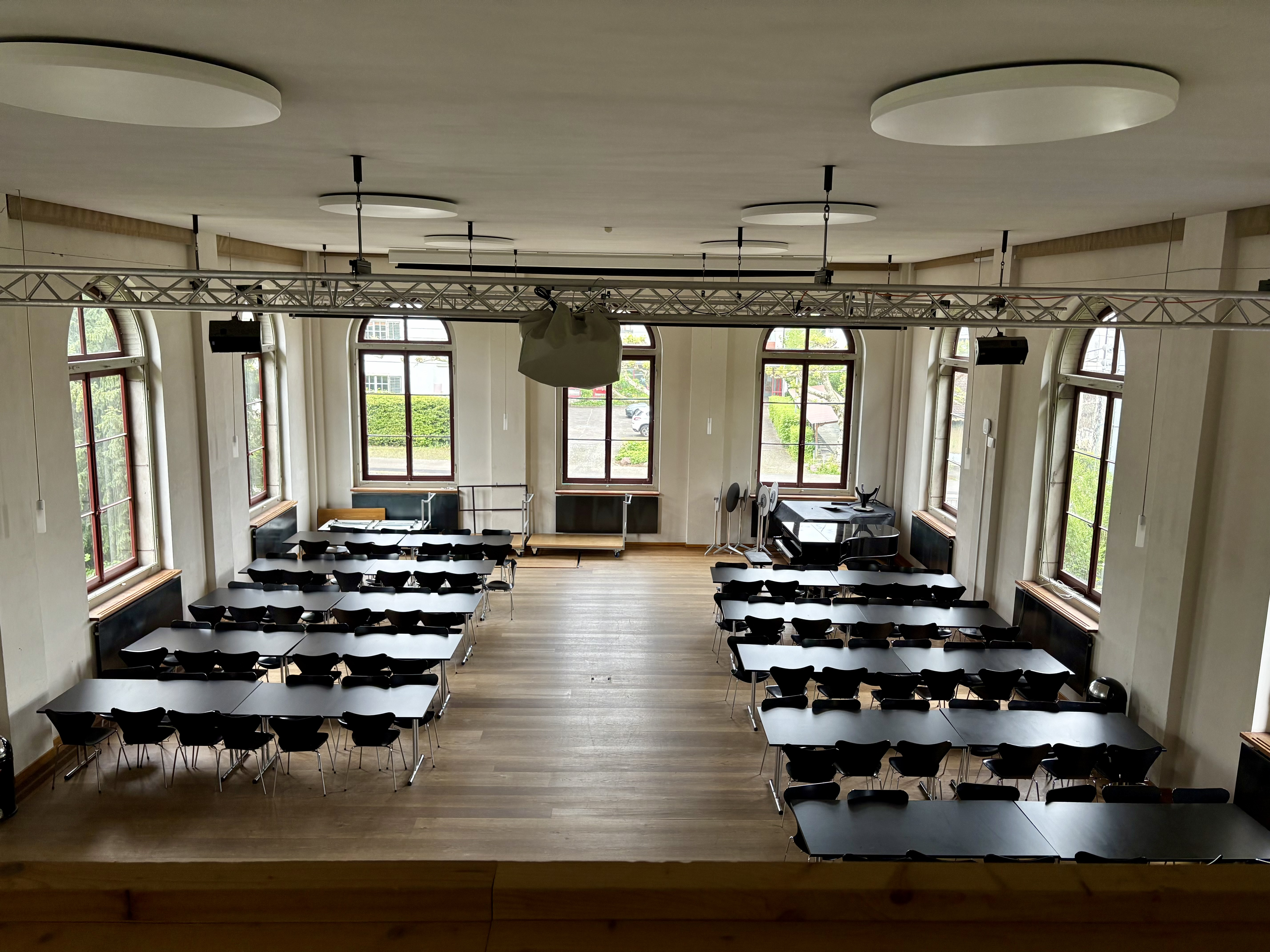
In der Semihalle
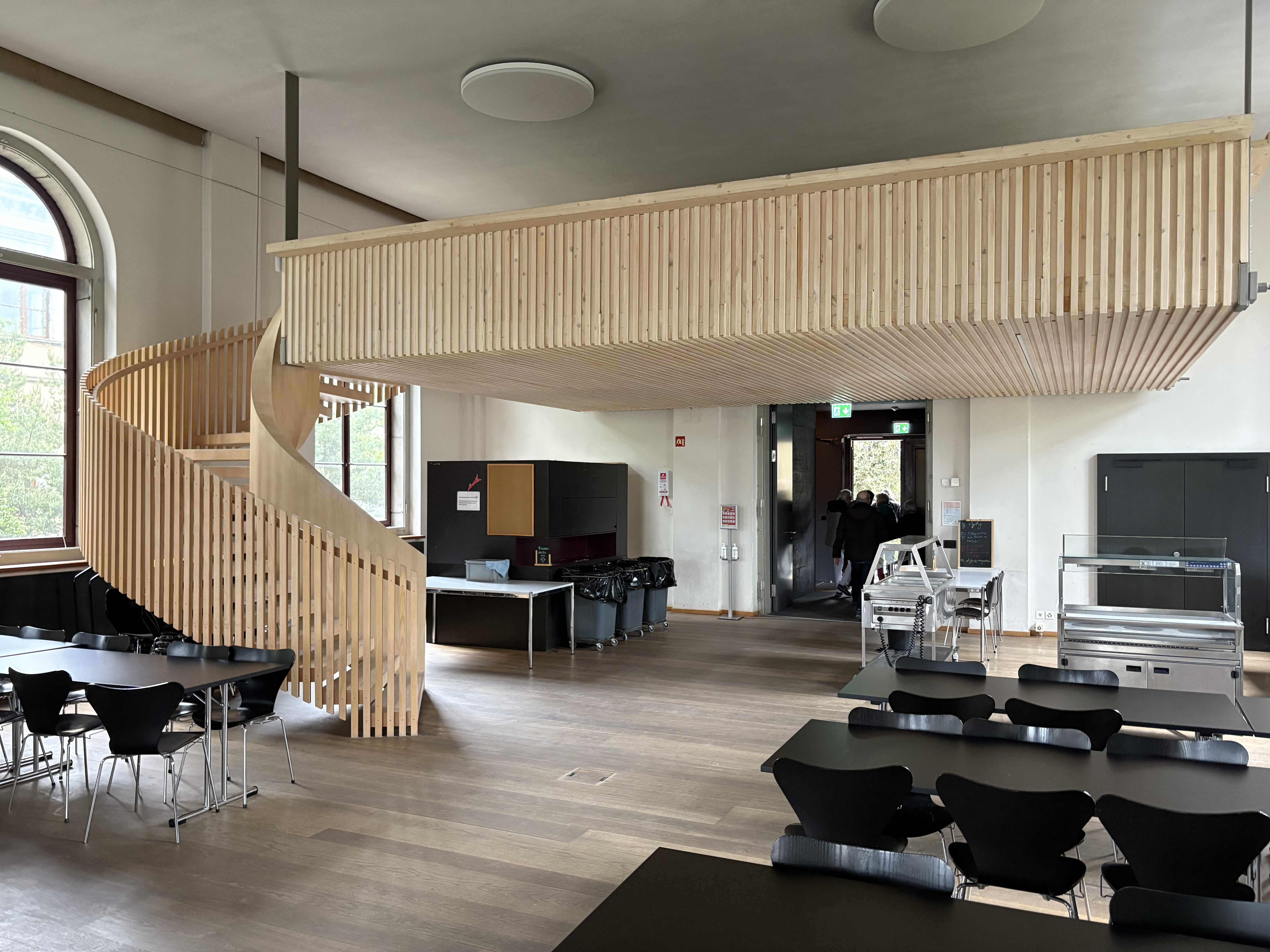
Aufgang zur Empore mit Sitzplätzen für die höheren Klassen

### «Italienische Villa»
1894 bewilligte der Kantonsrat einen Kredit von 90'000 Schweizer Franken für den Bau eines neuen Schulhauses. 1895 entstand nach Plänen des kantonalen Bauinspektorats das neue Schulhaus im Jugendstil, die «Italienische Villa». Unterrichtet wurden darin Musik, Zeichnen und Physik. Zeitweise war in der Villa auch ein Klassenzimmer untergebracht, das wegen der dazugehörenden Dachterrasse besonders beliebt war.
Heute sind in der Villa die Bereiche Bildnerisches Gestalten, Werken, Musik und Sologesang untergebracht. 1989 wurde das Gebäude einer umfassenden Renovation unterzogen, bei der die Inneneinrichtung des grossen Zeichensaales im ersten Stock nach denkmalpflegerischen Gesichtspunkten aufwändig restauriert wurde.

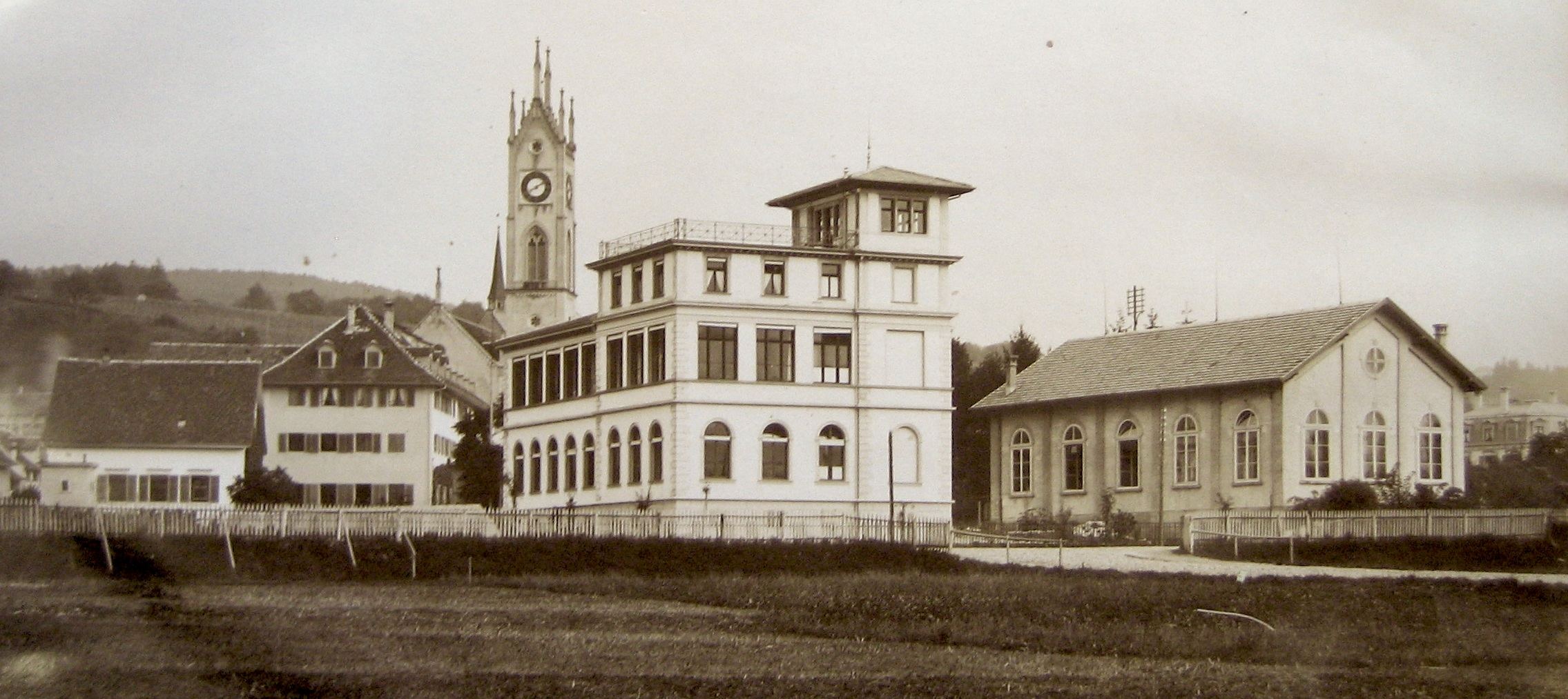
Italienische Villa und Turnhalle, um 1900
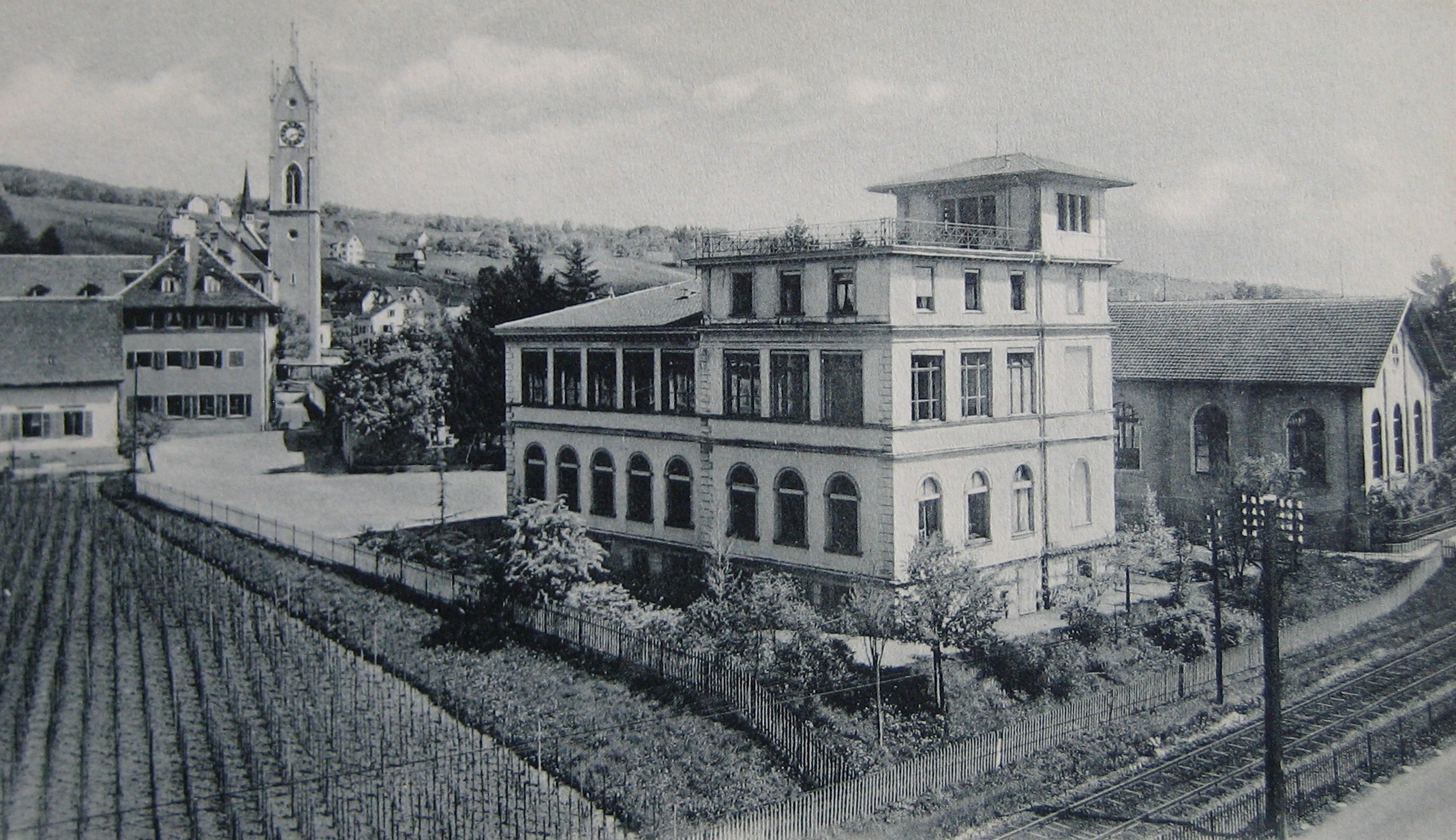
Die «Italienische Villa» um 1900
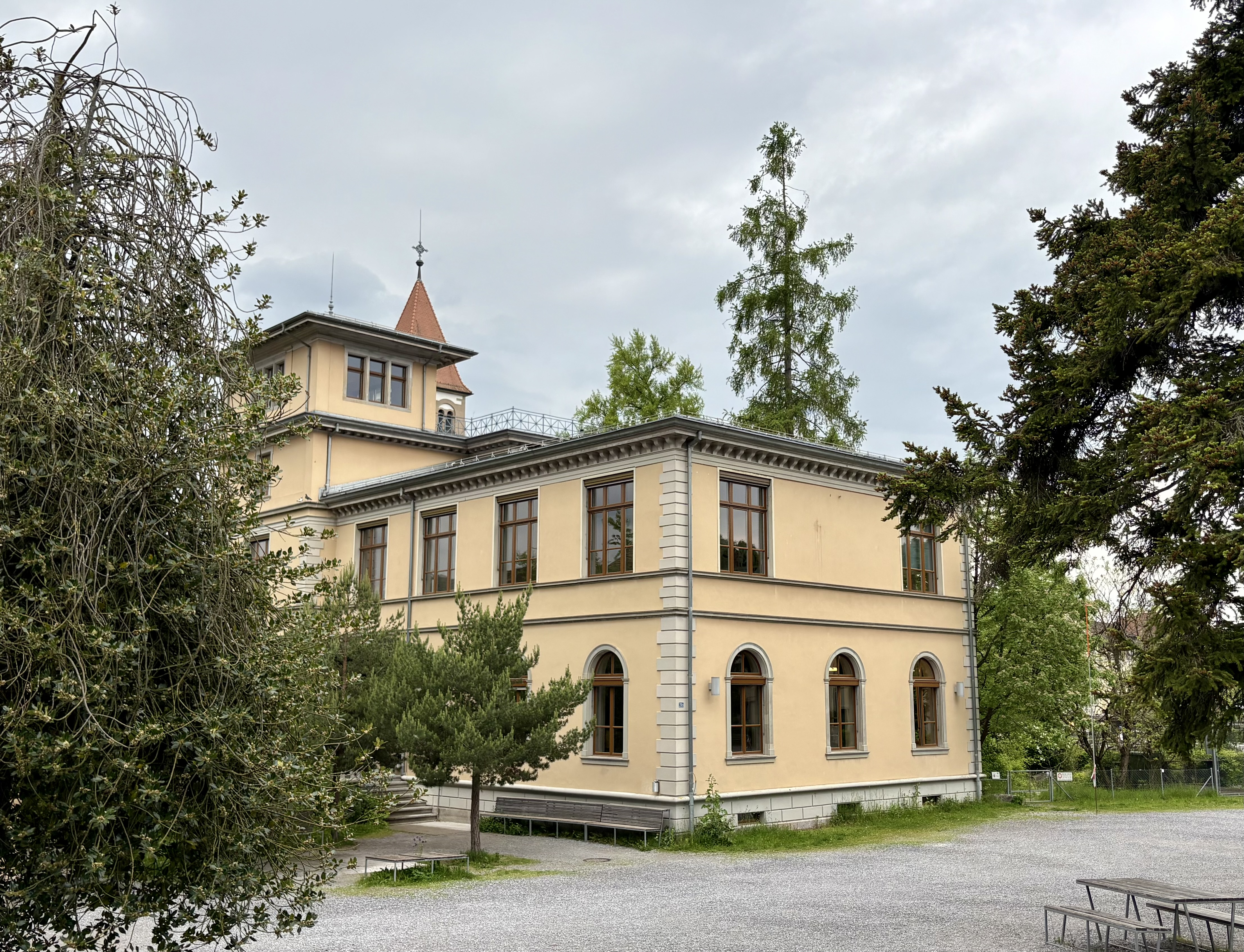
Villa 2025

### Mediothek
Der Holz- und Glasbau, ein preisgekrönter Minergiebau gegenüber dem neuen Klassentrakt, wurde vom Erlenbacher Architekturbüro Bétrix & Consolascio entworfen und 1999 gebaut. Die Mediothek war der erste Minergiebau, der im Auftrag des Kantons Zürich erstellt wurde.

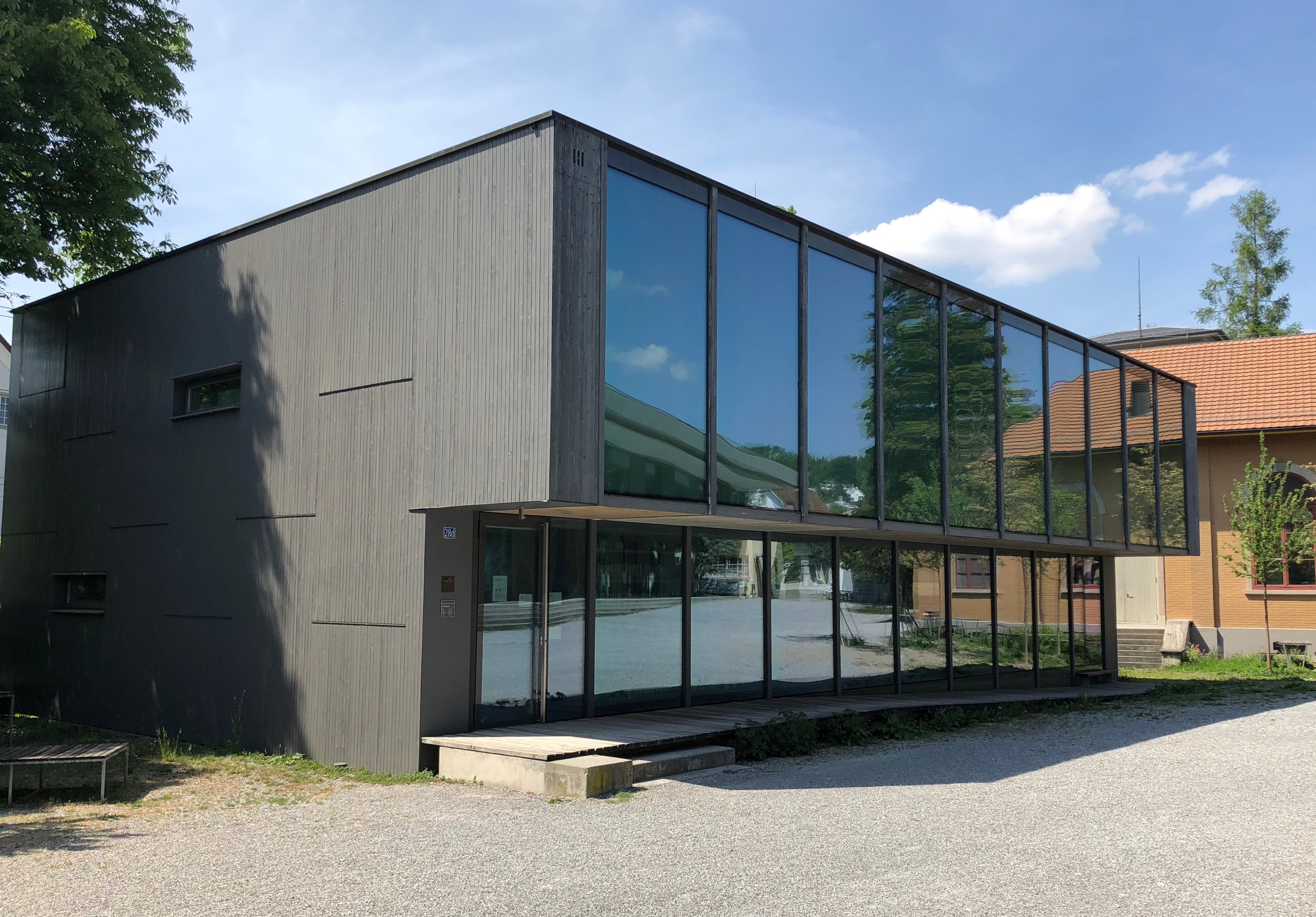
Mediathek
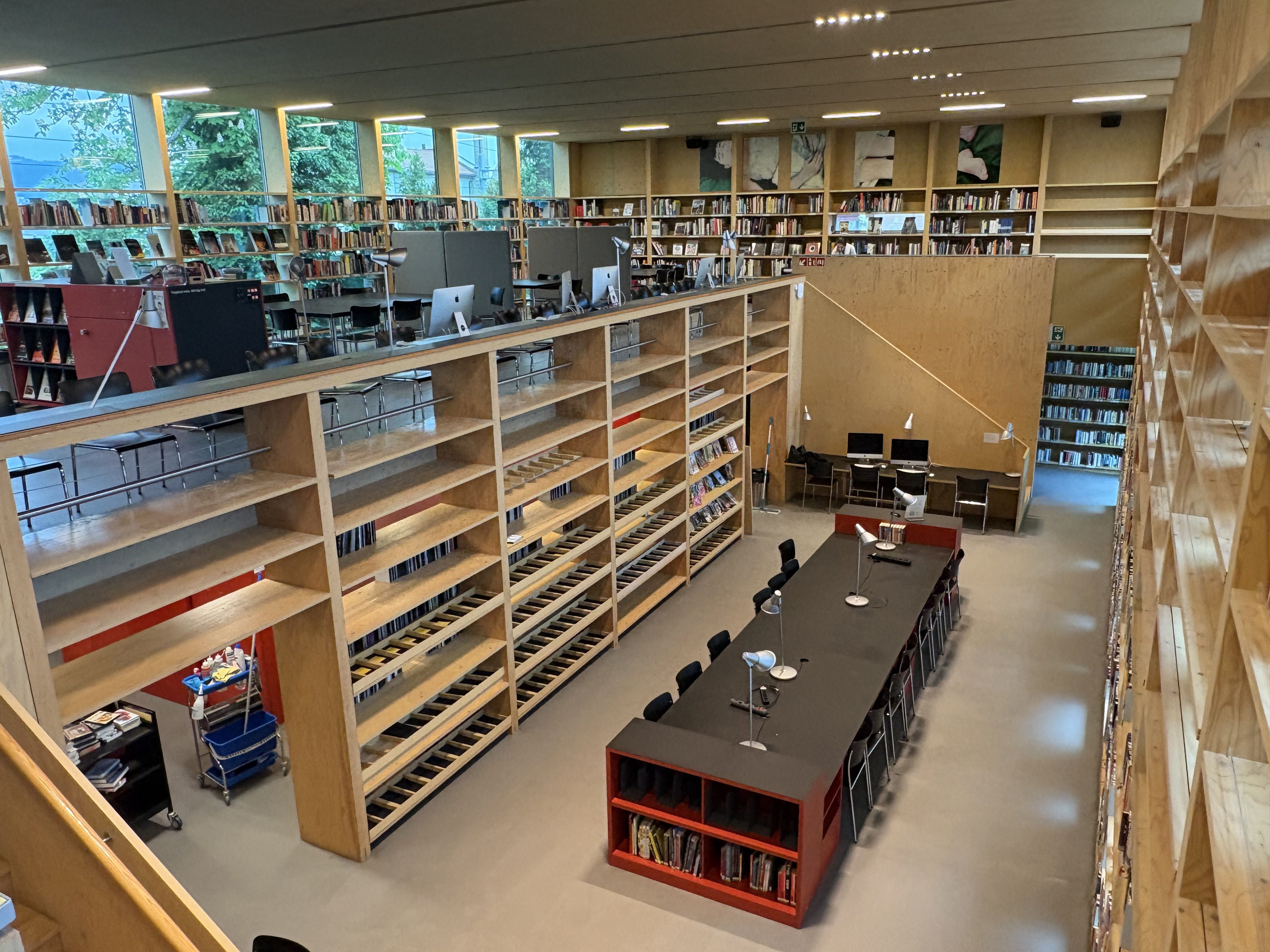
Innenraum

### Neuer Klassentrakt
Seit vielen Jahrzehnten musste die Schule mit zahlreichen Provisorien auskommen, den so genannten «Baräggli», die dem Seminar mit ihrer Romantik im Grünen lange ihren eigenen Charme verliehen hatten. 1984 scheiterte in einer Referendumsabstimmung eine Neubauvorlage, gegen die sich auch zahlreiche Seminaristen in Aktionen gewehrt hatten. In der Vorlage war auf dem Schulareal auch ein Gemeindesaal geplant.
Als ein Ersatz der schlecht wärme- und schallgedämmten Baracken unumgänglich wurde, schrieb man im Jahr 2000 einen Architekturwettbewerb aus, in dem das Projekt „driftwood“ des Luzerner Architekturbüros Martin + Monika Jauch-Stolz den ersten Preis gewann.

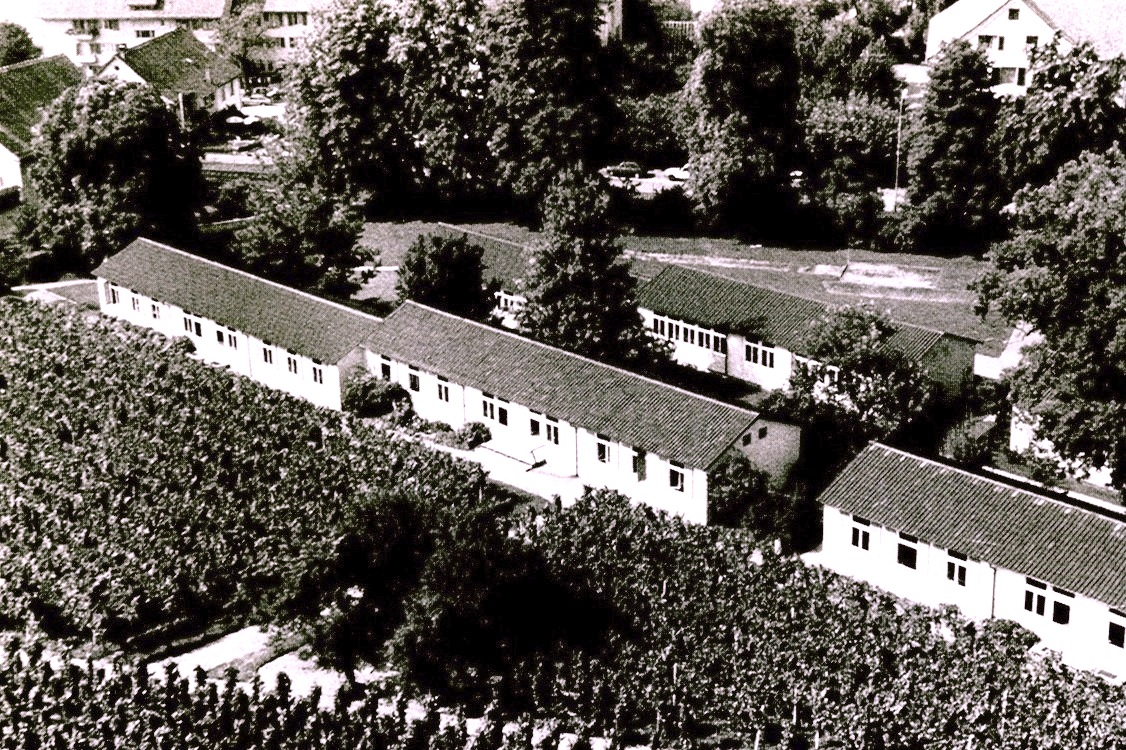
Die Baracken
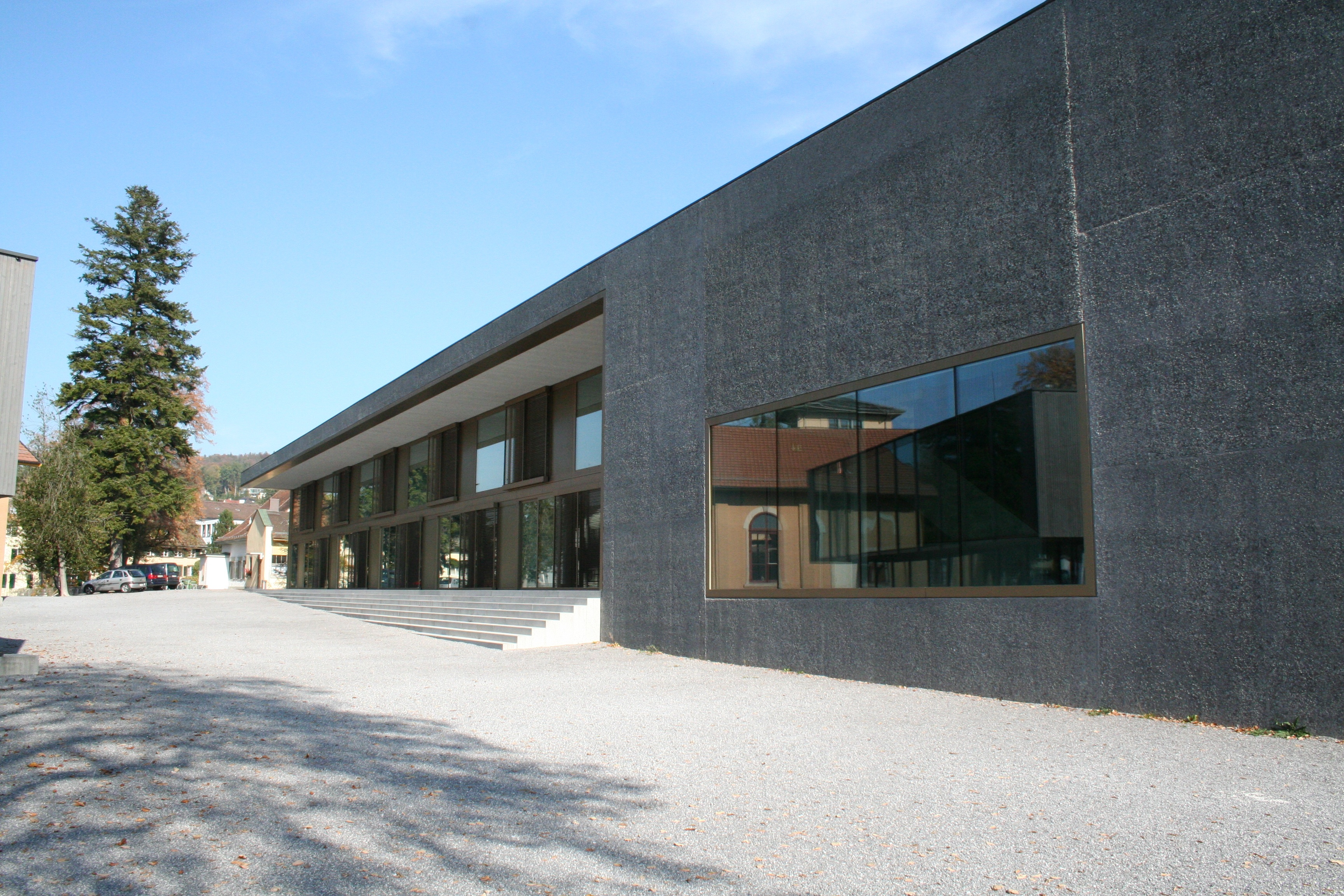
Der neue Klassentrakt 2008
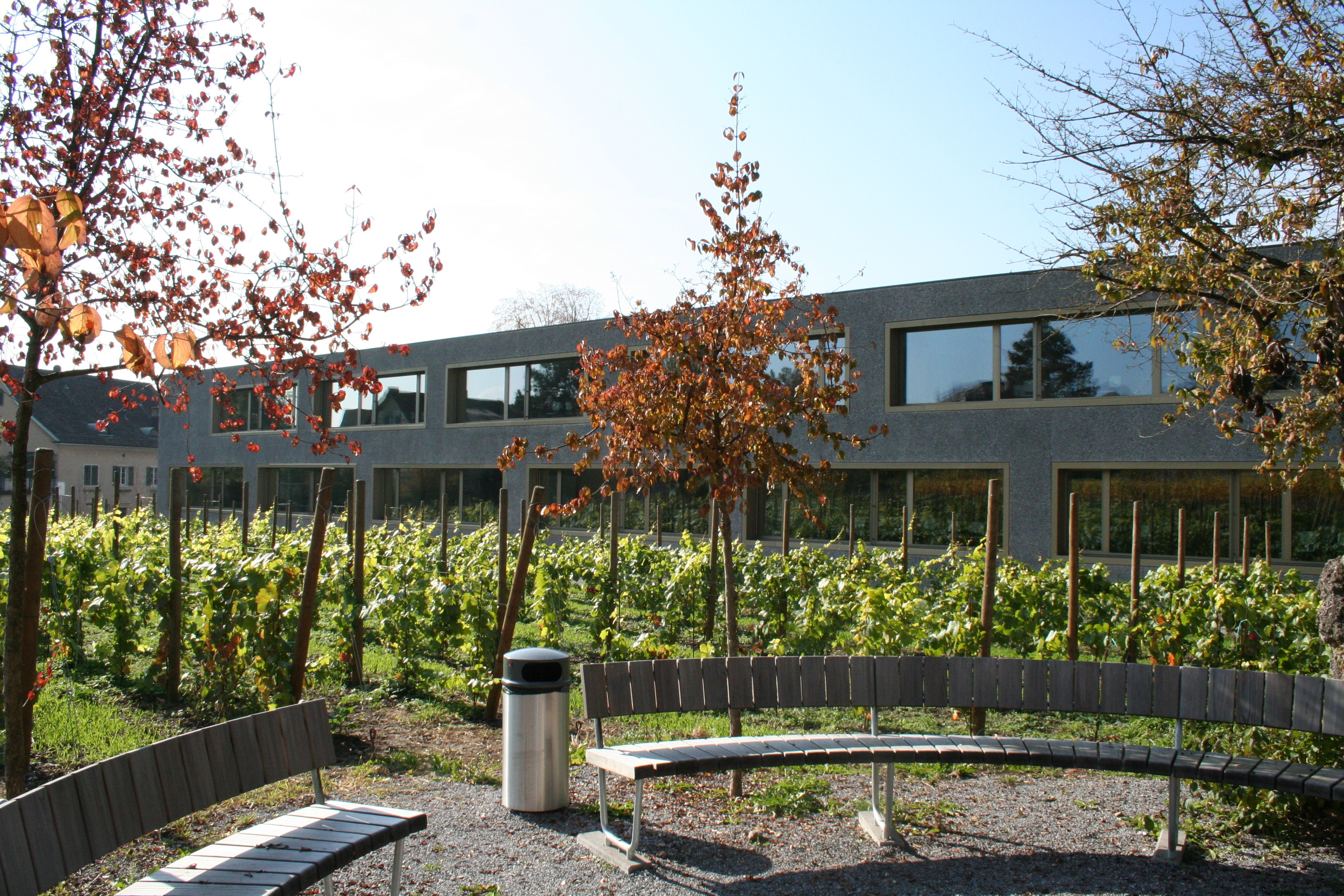
Ostseite
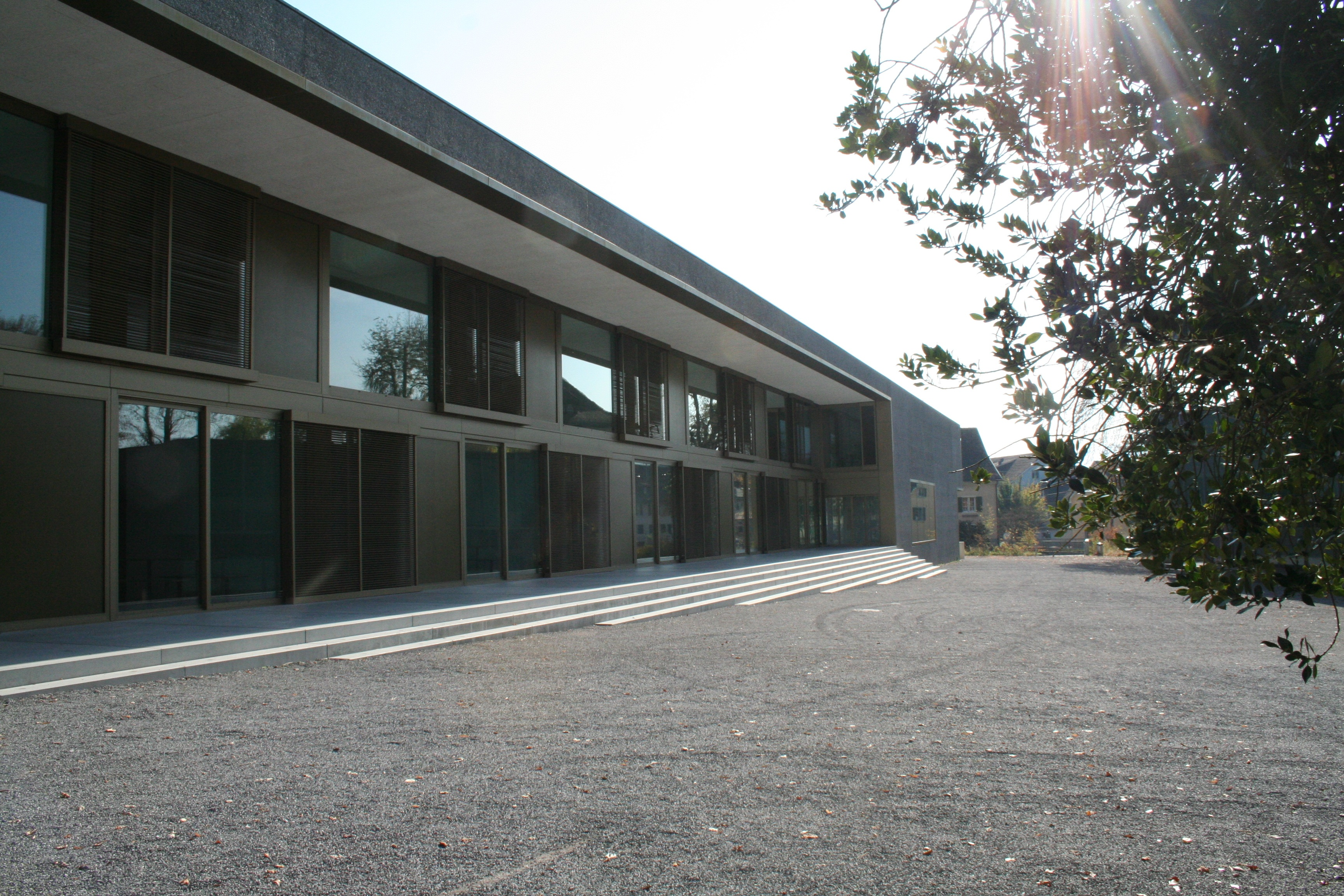
Westseite
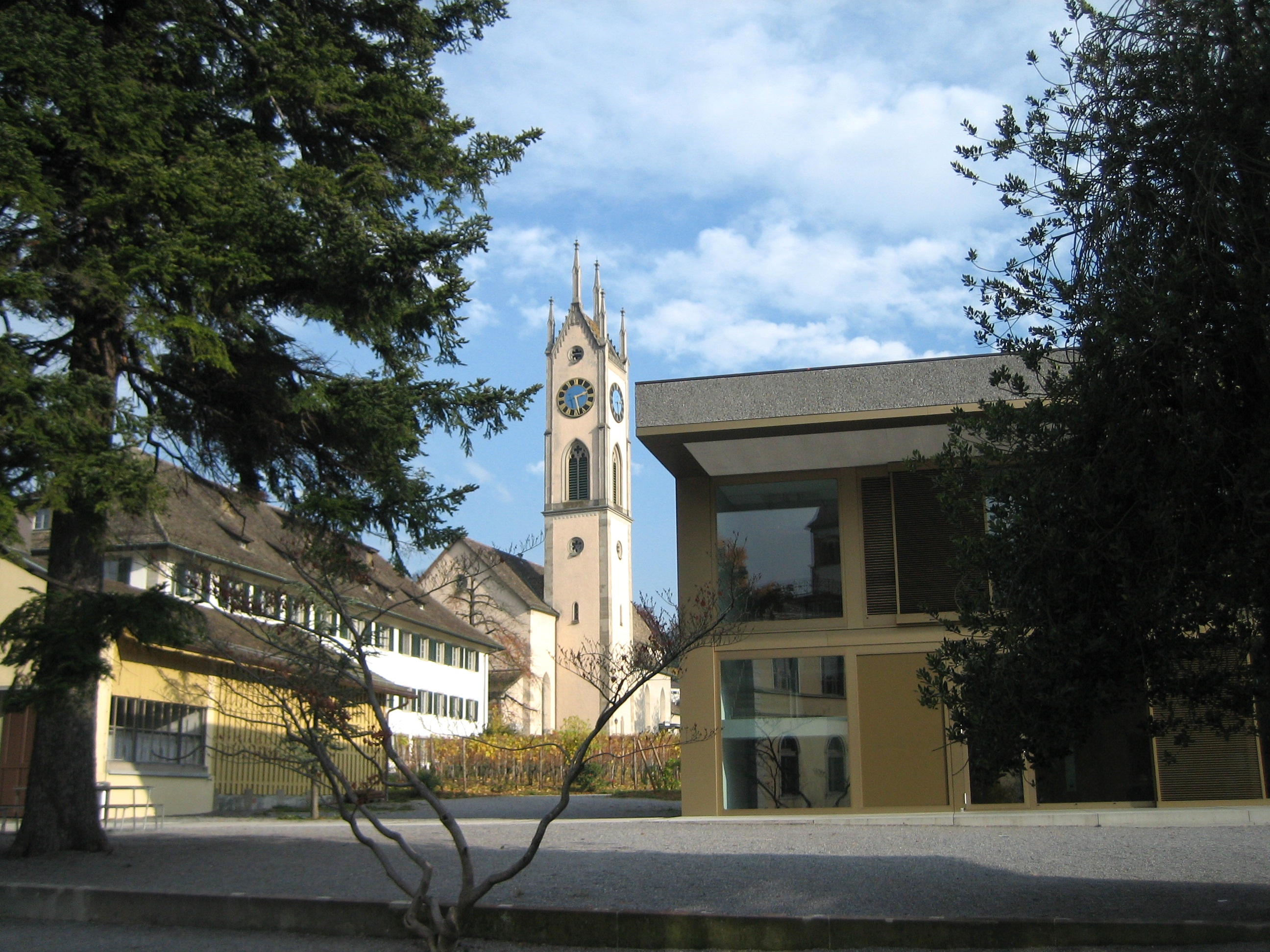
Klassentrakt mit Kirchturm

Im Winter 2006 wurden – nachdem sie in einem Fest, dem «Barackenfinale», gebührend gefeiert worden waren – die baufällig gewordenen Provisorien unterhalb des Rebberges abgerissen, und die Bauarbeiten für einen Neubau begannen. Der neue Klassentrakt mit 16 Klassenzimmern, 10 Unterrichtsräumen für den Instrumentalunterricht und zahlreichen Nebenräumen wurde im August 2007 bezogen, die Baukosten betrugen rund 13 Millionen Franken.
Aus der Baubeschreibung: «Der je nach Beleuchtung in grauen oder grünlichen Farbtönen schimmernde Bau setzt am südlichen Ende des Schulareals einen markanten Akzent, ohne die Dominanz von Johanniterhaus und Kirche zu gefährden. Im architektonischen Zusammenspiel von Neubau, Mediothek und Semihalle ist ein attraktiver Platz entstanden, der sich dank der grossen Freitreppe beim Haupteingang zu einem beliebten Treffpunkt der neuen Schulanlage entwickelt hat».
Dadurch, dass die Musikzimmer direkt gegenüber den Klassenzimmern liegen und nicht mehr unter dem Dachboden wie früher, rückt der Instrumentalunterricht stärker ins Zentrum des schulischen Alltags, was den musischen Charakter der Schule betont.
Mit dem Fest «Schatulle175» wurden im Sommer 2007 sowohl die Einweihung des Neubaus als auch das 175-Jahr-Jubiläum der Schule gefeiert.

### Biohaus

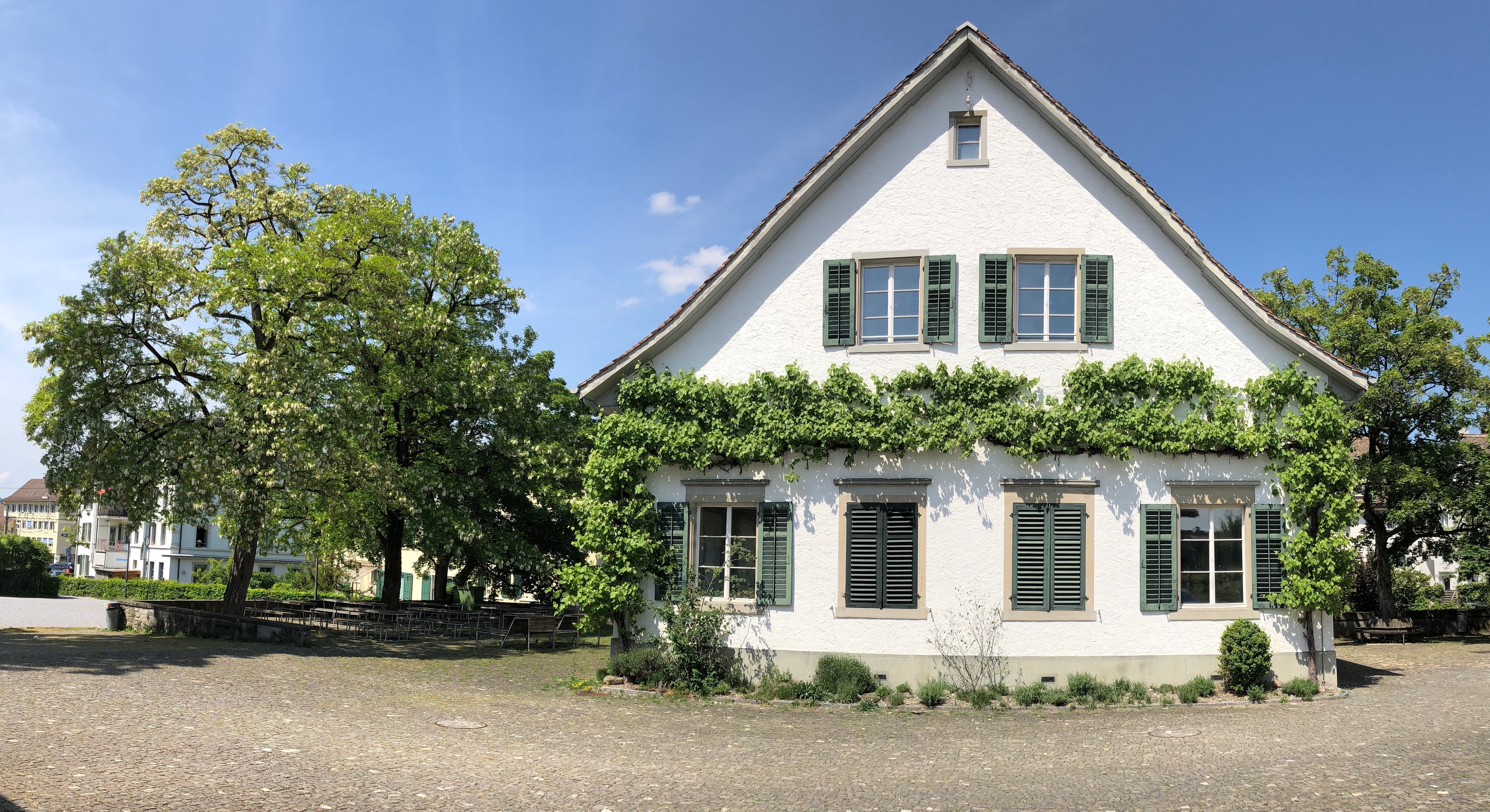
Das Biohaus 2018

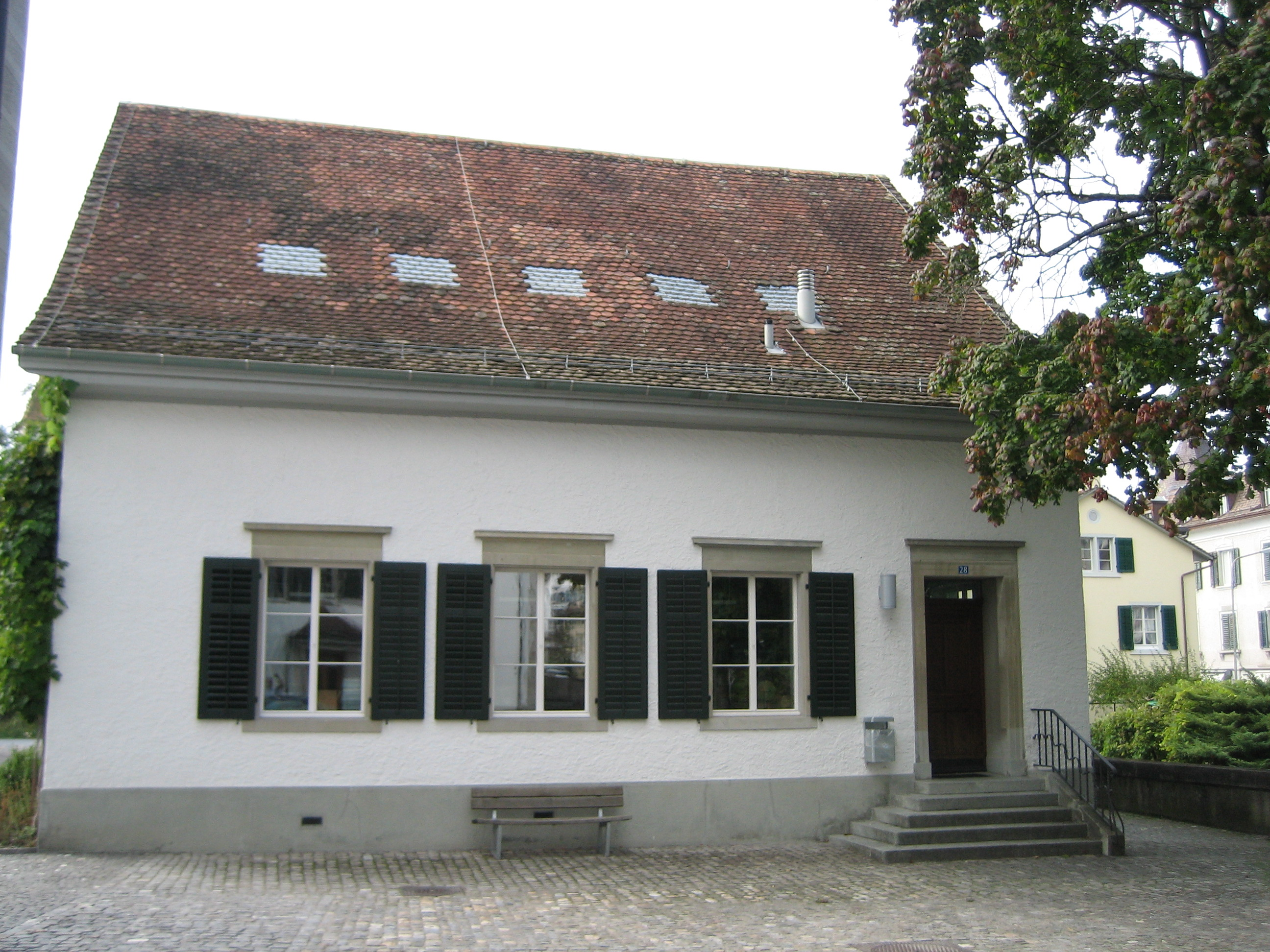
Das Biohaus von Osten

Im sogenannten «Biohaus», einer ehemaligen Scheune, wurde 1848 für 4'100 Schweizer Franken ein Schulzimmer eingerichtet, in dem «Übungsschule» abgehalten wurde. 1874 entstand unter dem Dach ein Raum für Lektionen in einzelnen Klassen. 1942 wurde die Übungsschule aufgehoben. Übungsschullehrer Otto Bresin wurde frühzeitig pensioniert, Ernst Bleuler ging an die Küsnachter Schule, und die Einrichtung wurde der Gemeinde überlassen. Das bisherige Klassenzimmer im Erdgeschoss wurde zum Biologiezimmer. 2001 wurde das «Biohaus» umfassend renoviert.

### Hof

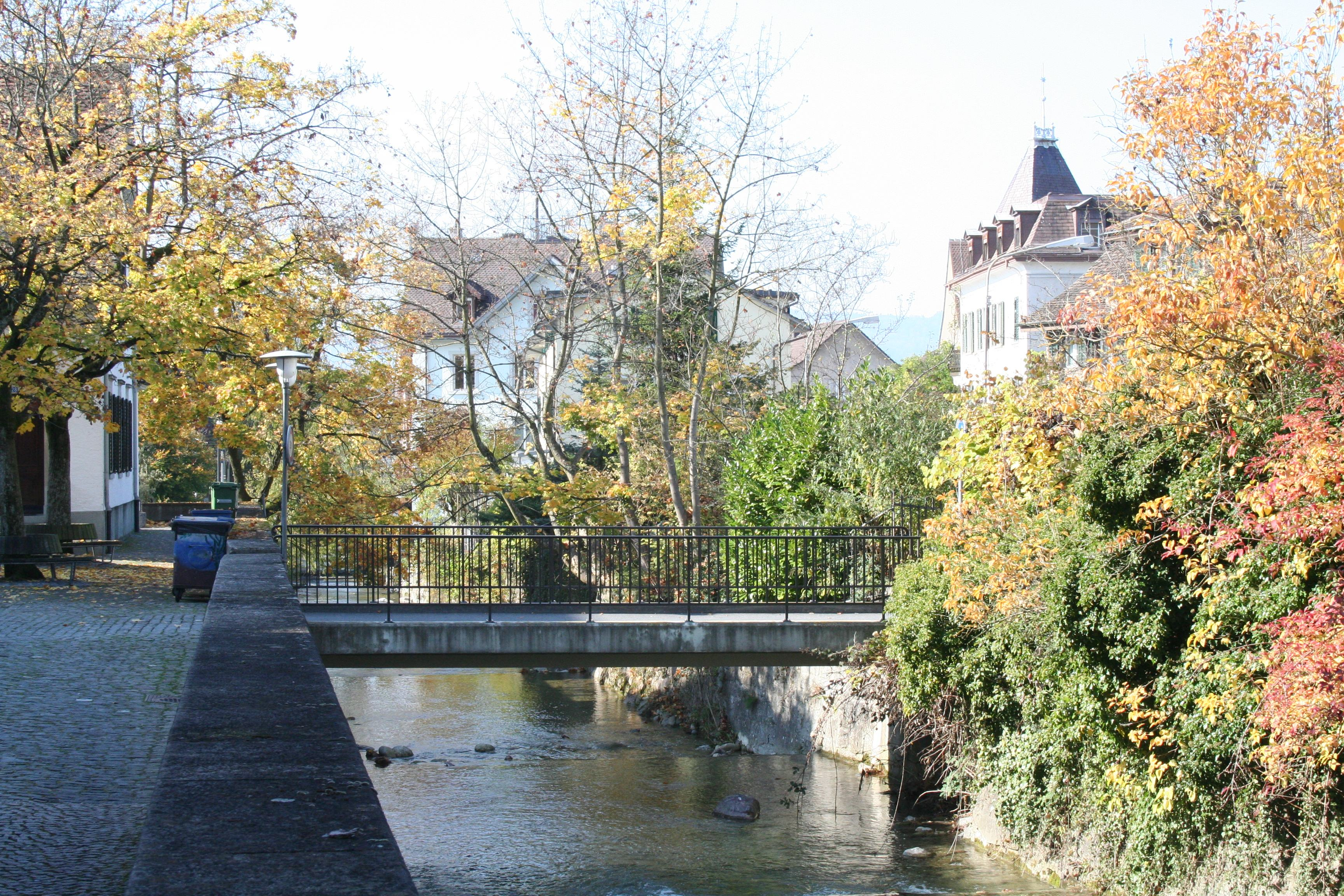
Brücke zum Areal

Mit dem Singsaalflügel und dem westlich davon gelegenen Biologiegebäude bildet das Hauptgebäude einen rechteckigen Hof, in dem ein sechseckiger Rokokobrunnen aus dem Jahr 1781 steht. Die früher gedeckte Holzbrücke über den Dorfbach wurde neu gebaut. Heute ist sie mit einem Fahrverbot belegt. Der Velo- und Mofaparkplatz seeseits des Biohauses wurde aufgehoben und zu einem Begegnungsplatz umgestaltet.

## «Solécole»

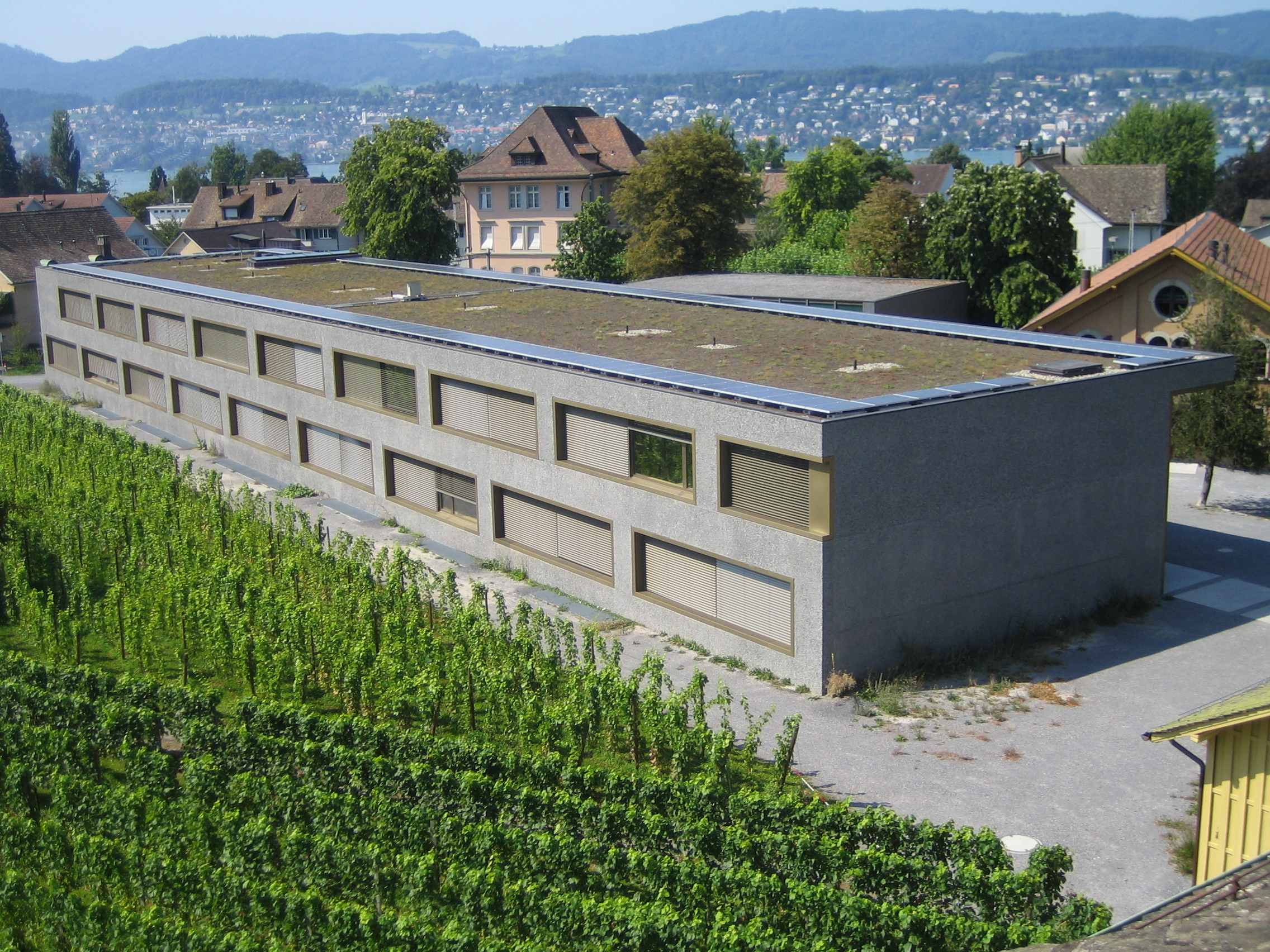
Die Solaranlage auf dem Dach des Klassentrakts

Solécole ist eine 2007 von Schülern und Lehrern gegründete Genossenschaft, mit dem Ziel, auf dem eben eröffneten Klassentrakt eine Solaranlage zu bauen. Ende 2009 wies Solécole rund 200 Genossenschafter auf, die Mehrheit davon waren Schüler, Lehrer oder Ehemalige der Kantonsschule Küsnacht. Die Genossenschaft wird durch einen ehrenamtlichen Vorstand geleitet, bestehend aus Lehrern und Schülern. Bereits im August 2009 wurde eine Photovoltaikanlage mit einem Jahresenergieertrag von ca. 30'000 kWh im Wert von 265'000 Fr. erstellt.
Seit November 2024 ist auf dem Dach des Lagerhauses Aurora in Sedrun die erste Anlage ausserhalb der Gemeinde Küsnacht in Betrieb. Dort finden Schneesport-Lager statt. Mit dem Bau einer neuen Anlage auf dem Alters- und Gesundheitszentrum Tägerhalde wird mehr Strom produziert als verbraucht.

## Gräber
Im April 2018 wurden bei Sanierungsarbeiten unter dem Singsaal sieben Gräber aus dem 9. bis 11. Jahrhundert gefunden. Durch eine Notgrabung der Kantonsarchäologie wird die Fundstelle zu dokumentiert. Die Skelette sollen in das Anthropologische Institut der Universität Zürich überführt werden.